# Marsica
La Màrsica è una regione storico-geografica dell'entroterra abruzzese, storicamente da considerarsi come la zona abitata in epoca antica dai Marsi, popolo italico stanziato dal I millennio a.C. nel territorio circostante il lago Fucino e nelle aree limitrofe. Il toponimo deriva dall'aggettivo latino Marsicus. Geograficamente è posta al confine occidentale dell'Abruzzo con il Lazio, intorno alla piana del Fucino, tra il parco nazionale d'Abruzzo, Lazio e Molise, la piana di Carsoli e la valle Roveto. Comprende 37 comuni della provincia dell'Aquila, tra cui il più popoloso è Avezzano, per un totale di oltre 126 000 abitanti.

## Geografia fisica

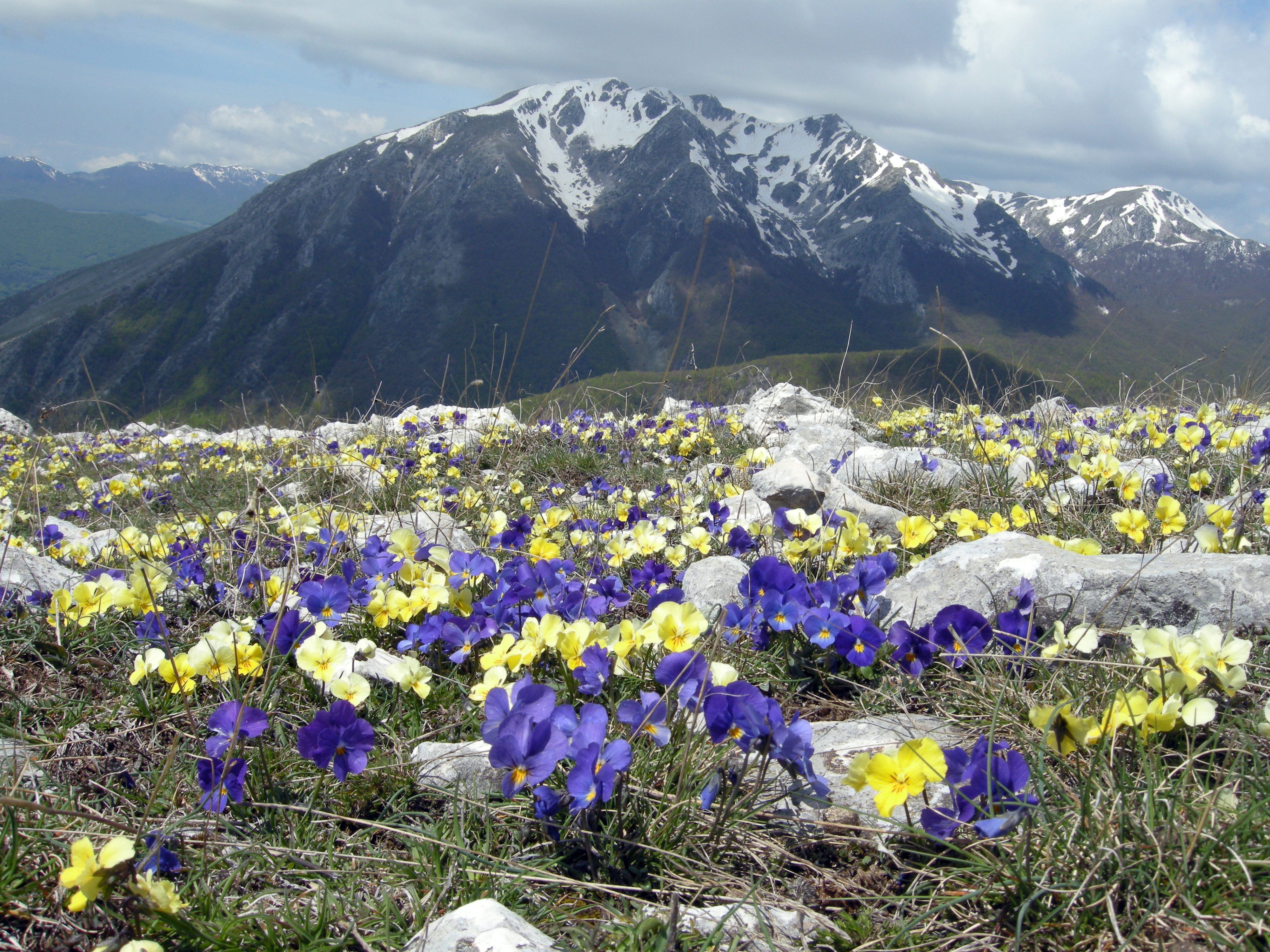
Il monte Marsicano.

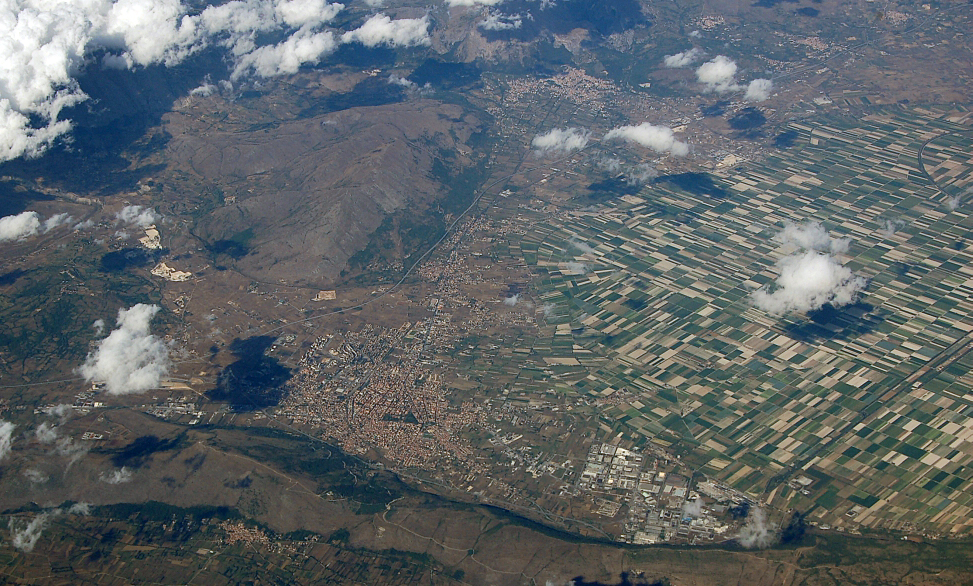
Foto aerea di Avezzano e della piana del Fucino.

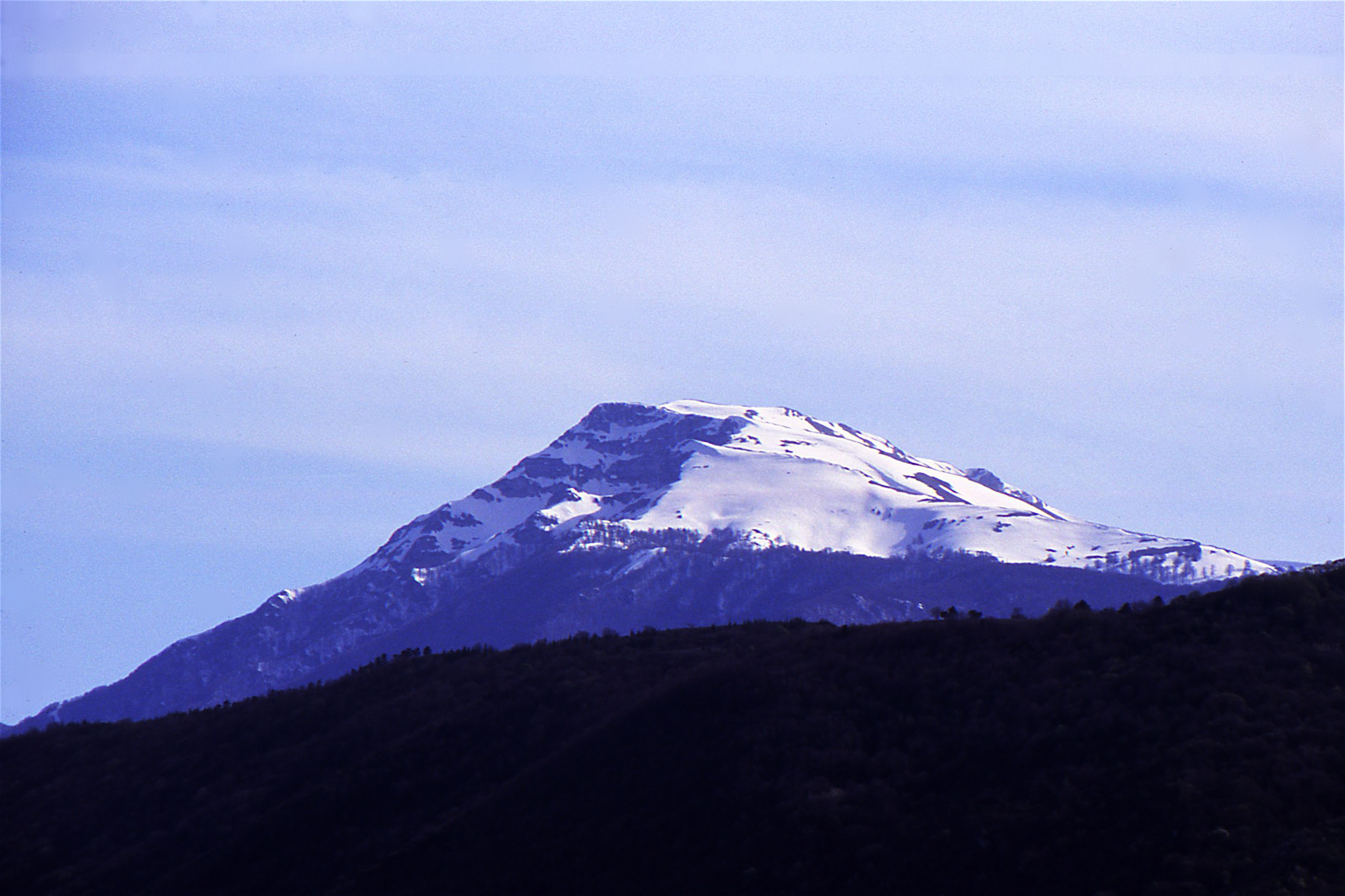
Il monte Viglio, cima più elevata dei monti Cantari.

La Marsica si estende per circa 1906 km² su una superficie territoriale eterogenea; le aree pianeggianti sono costituite dalla conca del Fucino (140 km²), dai piani Palentini (60 km²) e dalla più contenuta piana del Cavaliere. La sua vetta più alta è rappresentata dal monte Velino a quota 2487 m s.l.m. mentre l'area più bassa è situata nel comune di Balsorano a 293 m s.l.m. I dislivelli maggiori si registrano a Magliano de' Marsi e a Celano, mentre il comune più pianeggiante è quello di San Benedetto dei Marsi, affacciato sull'alveo dell'antico lago, che presenta un'escursione di appena 50 metri. I comuni più alti sono Ovindoli e Opi, rispettivamente posti a quota 1 375 e 1 250 metri di altitudine.
Il territorio può essere suddiviso in sei macro-settori.
1. Marsica fucense: zona pianeggiante che comprende i comuni posti intorno alla conca del Fucino. La piana fucense è morfologicamente e geograficamente separata dal bacino del Liri, ma ad esso connessa tramite l'emissario. L'area è contornata dai rilievi montuosi della Vallelonga a sud, dal gruppo Sirente-Velino a nord-nord est e dal monte Salviano ad ovest[10].
2. Piani Palentini: i gruppi montuosi nord occidentali pongono l'area fucense in collegamento diretto con i piani Palentini. L'area pianeggiante include diversi comuni. A nord ovest, oltre Tagliacozzo, confina con il territorio della piana del Cavaliere. A sud ovest, nei pressi di Pescocanale, è separata dalla valle Roveto. Le convalli Macina e val de' Varri si trovano più a nord tra Abruzzo (Sante Marie) e Lazio (Pescorocchiano)[11].
3. Valle del Giovenco: la zona montuosa è solcata dal fiume Giovenco. Ha inizio nel territorio montano di Bisegna e giunge fino a quello di Aielli[12]. Buona parte del suo territorio è incluso a sud est nell'area del parco nazionale d'Abruzzo e a nord est nel parco regionale Sirente-Velino. È posta al confine della Marsica orientale con la valle Subequana e il territorio peligno. Lo spartiacque è rappresentato dal gruppo montuoso della Montagna Grande.
4. Valle Roveto: area montuosa solcata dal fiume Liri. Ha inizio nella frazione di Pescocanale e giunge fino a Balsorano. Separa la Marsica dal sorano e dal versante laziale dei monti Càntari ed Ernici[13]. A nord i piani Palentini e la valle di Nerfa la separano dalla Marsica occidentale.
5. Piana del Cavaliere: area prettamente montuosa che comprende quattro comuni della Marsica occidentale. È posta al confine dell'Abruzzo con il Lazio. I monti Carseolani confinano a sud-sud est con i Simbruini, a sud-sud ovest con la valle del Turano e a nord ovest la valle del Salto li separa dal gruppo Cicolano/Duchessa/Velino[10][14].
6. Parco nazionale d'Abruzzo: l'area marsicana situata più a meridione è costituita dai due comuni di Pescasseroli ed Opi. Rappresenta il settore marsicano dell'Alto Sangro segnando a sud i confini con la catena montuosa dei monti della Meta[15][16].

È delimitata dai seguenti confini:
| Nord                                 | Est                               | Sud                                         | Ovest                                      |
| ------------------------------------ | --------------------------------- | ------------------------------------------- | ------------------------------------------ |
| - Valle dell'Aterno - Salto-Cicolano | - Valle Peligna - Valle Subequana | - Alto Sangro - Valle del Liri-Monti Ernici | - Alta valle dell'Aniene - Monti Simbruini |

### Orografia

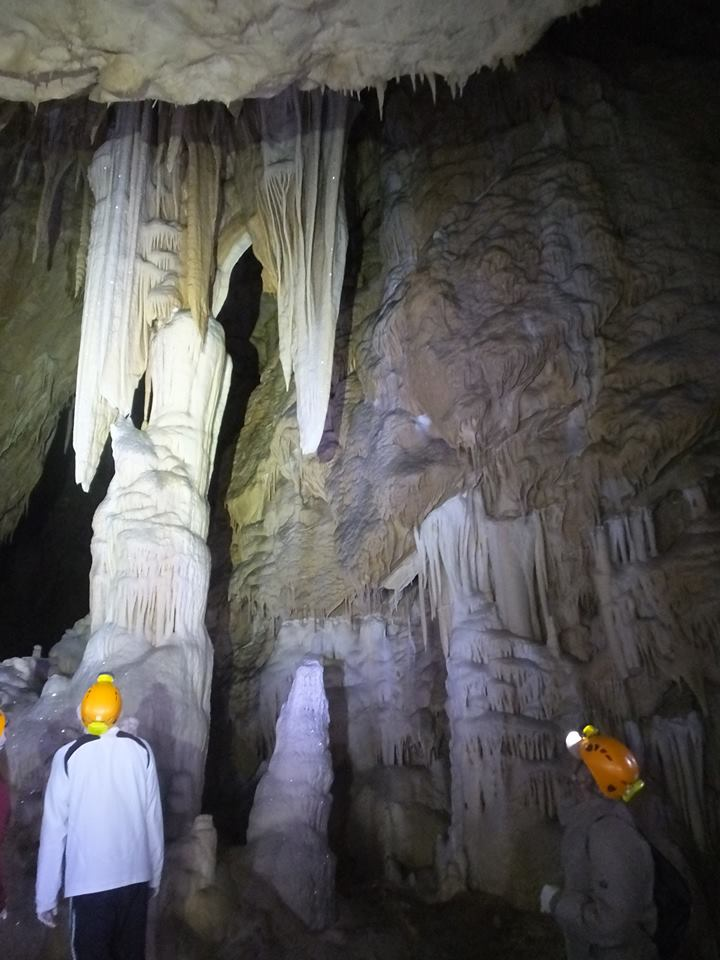
Grotta del Cervo (Mi-ka-El).

Da un punto di vista orografico, la Marsica è una vasta area incastonata nella catena dell'Appennino abruzzese. Per lo più montuosa presenta tre ampie valli: quella del Fucino, la più vasta, i piani Palentini e la piana del Cavaliere.
È racchiusa tra i monti Marsicani, a sud, la catena del Velino-Sirente, a nord-est, i monti Carseolani a nord-ovest e la catena dei Simbruini-Ernici ad ovest.
Il principale fiume dell'area, il Giovenco, è inserito all'interno del bacino dei fiumi Liri-Garigliano e Volturno, la cui conformazione orografica è caratterizzata da rilievi accentuati nella parte nord-est e da quelli di più modesta entità nella parte sud-sud ovest.
La superficie complessiva del bacino è importante: pari a 4984 km² con una lunghezza dell'asta principale di 164 km.
L'area fucense è costituita da depositi fluvio-lacustri, in particolare da depositi fluviali per lo più ghiaioso-sabbiosi verso i bordi della piana, mentre nel settore centrale più depresso, da depositi lacustri di tipo argilloso-limoso-sabbiosi, fatti risalire al Pliocene-Olocene.

### Geologia
L'assetto geologico di questo settore della conca è dominato dalla presenza di depositi alluvionali del periodo Pleistocene superiore-Olocene sovrapposti a depositi lacustri antichi del Pleistocene medio-Pliocene superiore.
I monti marsicani sono caratterizzati da estese tracce del glacialismo pleistocenico per via della loro natura geologica prevalentemente calcareo-dolomitica e numerose fenomenologie carsiche come doline e grotte.

### Idrografia

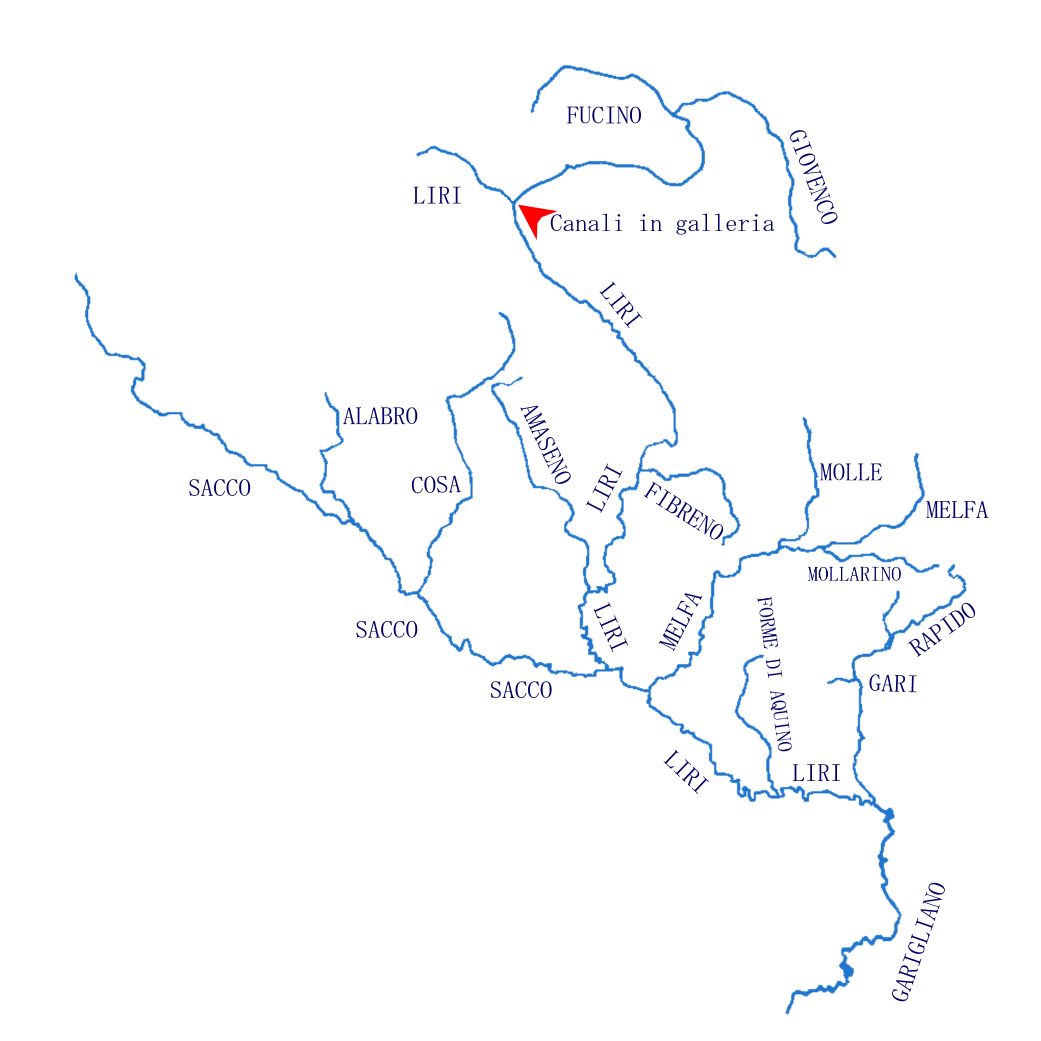
Schema del bacino idrografico Liri-Garigliano.

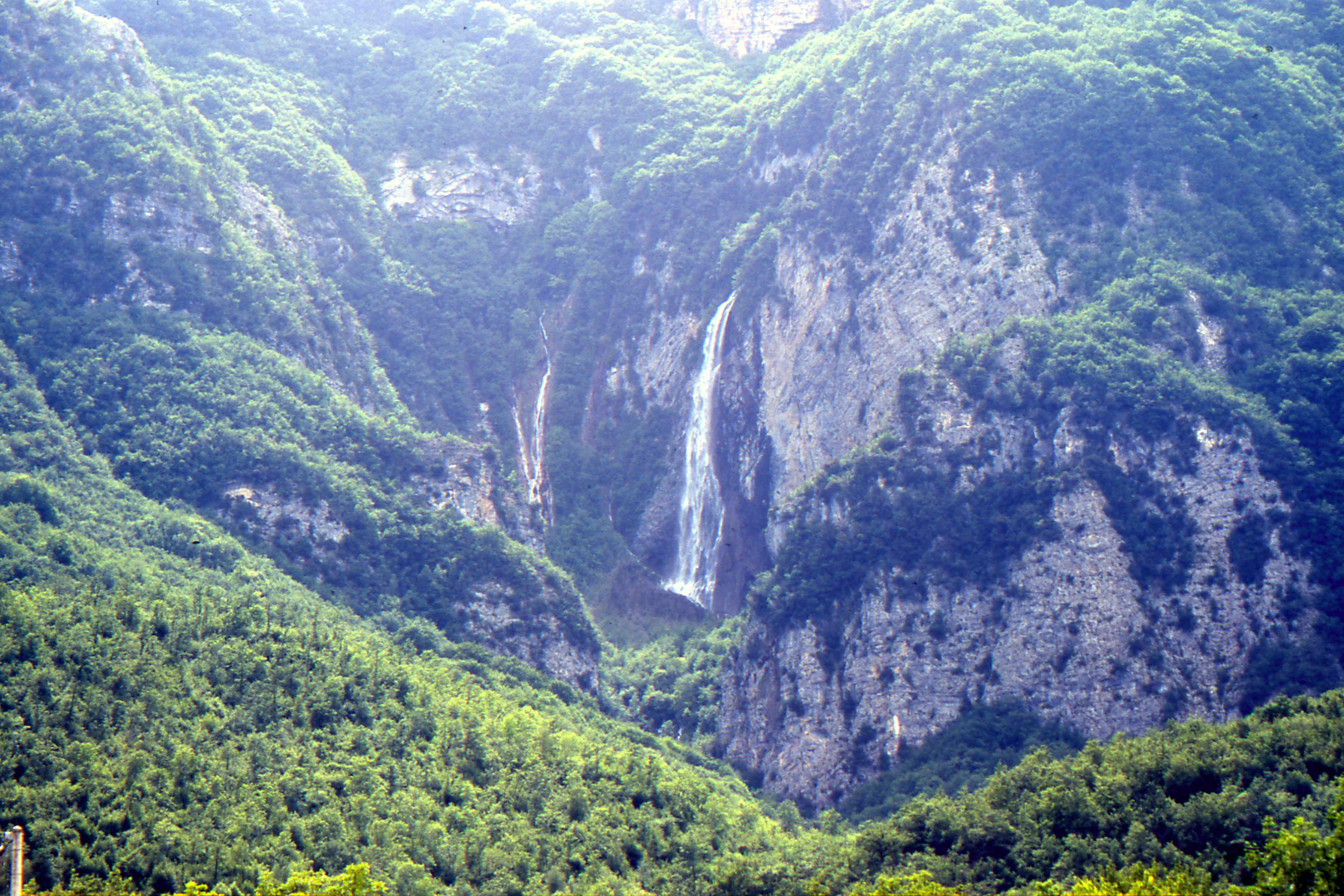
Cascata di Zompo lo Schioppo (monti Ernici).

- Il fiume Giovenco è il principale affluente naturale dei canali del Fucino. Le sorgenti si trovano sul monte Pietra Gentile a un'altitudine di circa 1250 m s.l.m. nel territorio del parco nazionale d'Abruzzo, Lazio e Molise. Sfocia nel canale della piccola cinta della piana del Fucino e, oltre l'Incile, s'immette nell'emissario ipogeo che attraversa il monte Salviano confluendo nel fiume Liri. Il bacino idrografico è pari a 90 km²[19][20].
- Il bacino endoreico del Fucino in cui ci sono le sorgenti Restina ed Acquafredda a Venere dei Marsi e Fontegrande presso Celano. Sorgenti acidule sgorgano ad Avezzano e a Bisegna[21].
- Il fiume Liri scorre nel territorio marsicano per 40 km. Nasce dal monte Aurunzo a 1108 m s.l.m. presso Petrella Liri nella valle di Nerfa. A Capistrello riceve le acque del bacino fucense attraverso l'emissario dei cunicoli di Claudio. I maggiori affluenti sono ad est il fiume Giovenco, a nord est il torrente La Foce e a sud il fossato Rosa. Percorre il territorio abruzzese, superato il quale nei pressi di Giunture, vicino a Cassino, nel punto in cui riceve le acque del fiume Gari, acquisisce il nome di Garigliano sfociando nel mar Tirreno, nei pressi del golfo di Gaeta. Il bacino complessivo del Liri-Garigliano è di 5020 km²[22]. Rilevanti le risorse idriche, in particolare dei fiumi Liri e Giovenco, disponibili da corpi idrici sotterranei e quelle disponibili da acque superficiali[23][24].
- L'alta valle del Liri è ricca di acque sorgive di media portata. Le principali sono le sorgenti di Cappadocia, il torrente Rianza presso Pescocanale e la sorgente carsica intermittente de Lo Schioppo sfruttata dalle centrali idroelettriche di Grancia e Morino[21]. Poco più in alto il torrente Romito con un salto di oltre 80 metri forma la seconda cascata naturale più alta dell'appennino centrale[25]. A Canistro c'è la sorgente La Sponga, a quota 850 m s.l.m., mentre l'acqua delle terme di Canistro sgorga dalla fonte di Santa Croce ad una temperatura di +9,5 °C e ad un'altitudine di circa 750 m s.l.m.[26] Attraverso le sorgenti di Canistro viene imbottigliata dal 1975 l'acqua oligominerale Santa Croce[27].
- Il fiume Sangro, lunghezza di 122 km per un bacino di 1545 km², nasce a 1441 m s.l.m.[28] nei pressi del Passo del Diavolo alle pendici del monte Morrone del Diavolo. Riceve le acque di diversi torrenti tra cui quelle del Fondillo nell'omonima valle di Opi. Sfocia nel mar Adriatico a Torino di Sangro. Il territorio della Camosciara, nel cuore del parco nazionale abruzzese, è caratterizzato da corsi d'acqua e cascate, come il torrente Scerto, la cascata delle Ninfe e quella delle Tre Cannelle.
- Il Salto è un fiume abruzzese e laziale, costituisce uno degli affluenti di sinistra del fiume Velino. Nasce nei piani Palentini, tra i territori di Scurcola Marsicana e Magliano de' Marsi, dalla confluenza del fiume Imele (le cui sorgenti si trovano a monte di Verrecchie) ed il torrente Ràfia. Attraversa le province dell'Aquila e di Rieti, oltre l'omonima valle formando il lago del Salto. Confluisce in località Casette di Rieti nel fiume Velino[29].
- Il Turano è un fiume dell'Abruzzo e del Lazio e costituisce uno degli affluenti di sinistra del fiume Velino. Nasce sul monte Bove (1346 m s.l.m.) nel comune di Carsoli dalla confluenza dei torrenti Rio Sant'Antonio e Rio Valle Mura. Il corso d'acqua è regolato dalla diga artificiale di Valle Mura nei pressi di Tufo[30]. In territorio laziale, a 536 m s.l.m. forma il lago artificiale del Turano. Il suo affluente in territorio marsicano è il fosso Fiojo[31]. Altre sorgenti di esigua portata del monte Velino e dei monti Carseolani alimentano i bacini dell'Imele-Salto e del Turano[22][32].

### Clima

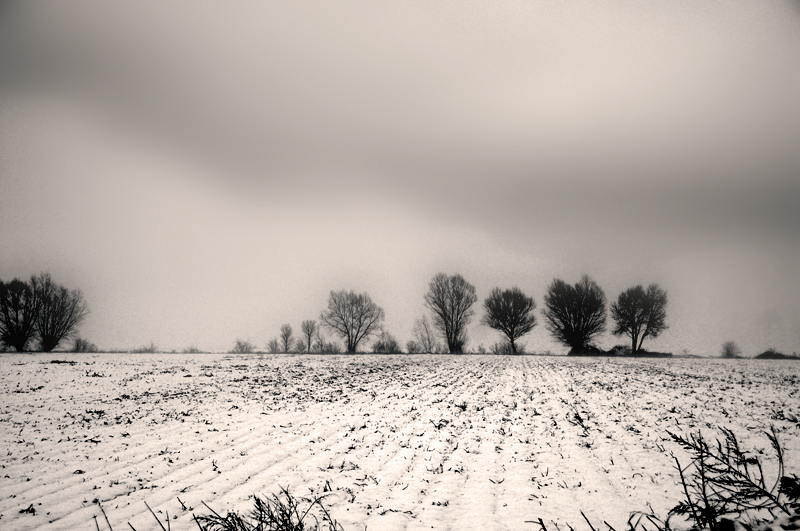
Piana del Fucino innevata.

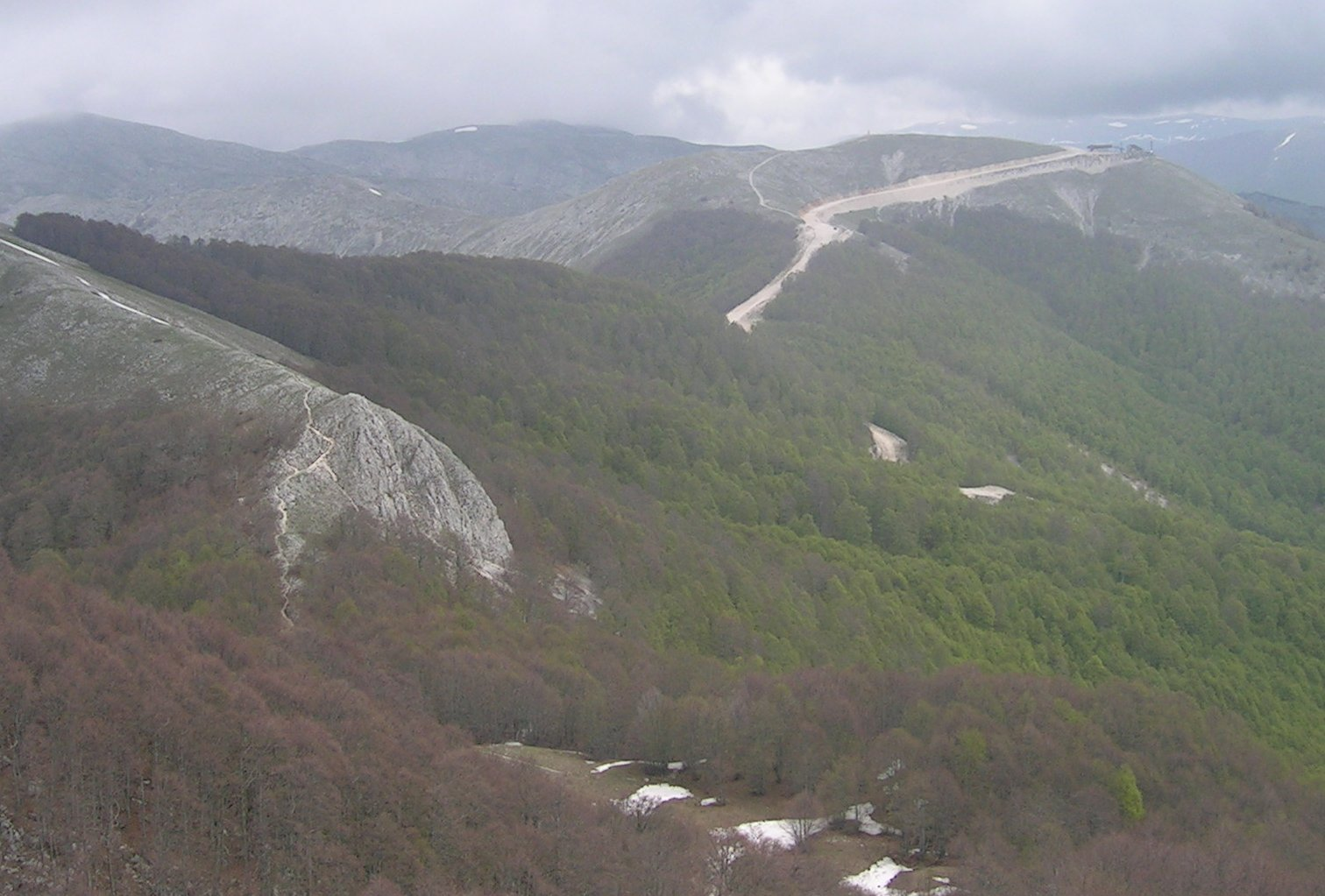
Il monte delle Vitelle a Pescasseroli.

Il clima varia molto in base alla zona e all'altimetria a cui si fa riferimento oscillando fra le classificazioni climatiche D, E ed F. Il dislivello varia dai 340 m s.l.m. di Balsorano, zona classificata D, ai 1375 m s.l.m. di Ovindoli, fascia F. I centri più popolosi, tra i quali Avezzano, Carsoli, Celano, Pescina e Tagliacozzo, sono inclusi nella fascia climatica E.
Le aree esposte a venti o in posizione di prolungata ombreggiatura possono far segnare significativi sbalzi climatici rispetto a zone vicine, ma soleggiate e riparate.
Le precipitazioni risentono in maniera consistente della presenza delle dorsali appenniniche, aumentando con la quota e risultando più abbondanti sui versanti della Marsica occidentale, decrescendo invece verso est.
Il bacino del Fucino risulta tuttavia come segregato all'accesso dei venti piovosi. La zona più ricca di precipitazioni è la circostante catena formata dai monti Simbruini e dai monti della Meta ove si raccolgono oltre 1400 mm d'acqua all'anno.
Nei mesi invernali, la neve solitamente cade copiosa, soprattutto sulle cime delle montagne e nelle stazioni sciistiche di Ovindoli, Pescasseroli, Marsia, Camporotondo e sulle piste dello sci di fondo di Opi.
In base alle medie climatiche ufficiali nella piana del Fucino, in inverno, possono prodursi localmente temperature minime particolarmente basse, ciò anche a causa dell'alto tasso di umidità. In alcune occasioni si sono raggiunte temperature minime glaciali, come il 17 febbraio 1956, quando nella tabella climatica dell'agenzia regionale ARSSA comparve anche un dubbio estremo assoluto di −32 °C presso Borgo Ottomila, dato non riportato ufficialmente sugli annali idrologici.
Climaticamente è possibile suddividere la Marsica in quattro sezioni:
- Avezzano[38]
- Borgo Ottomila[39]
- Carsoli[40]
- Pescasseroli[41]

## Ambiente naturale

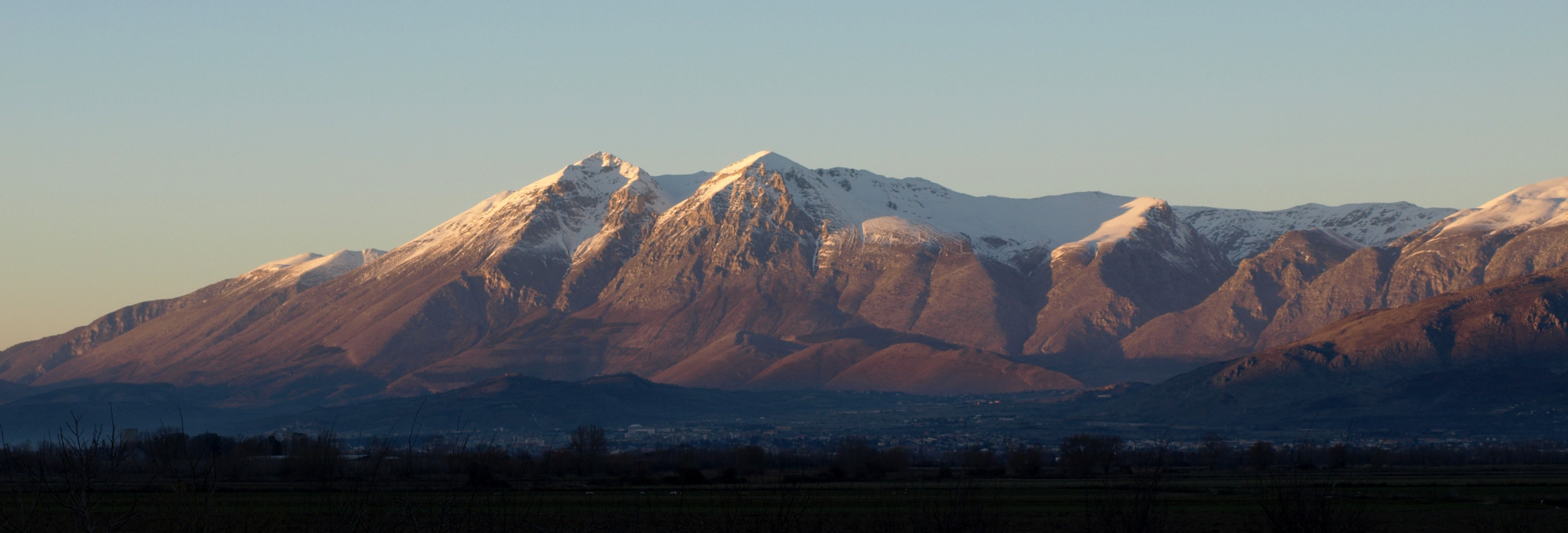
Il massiccio del monte Velino.

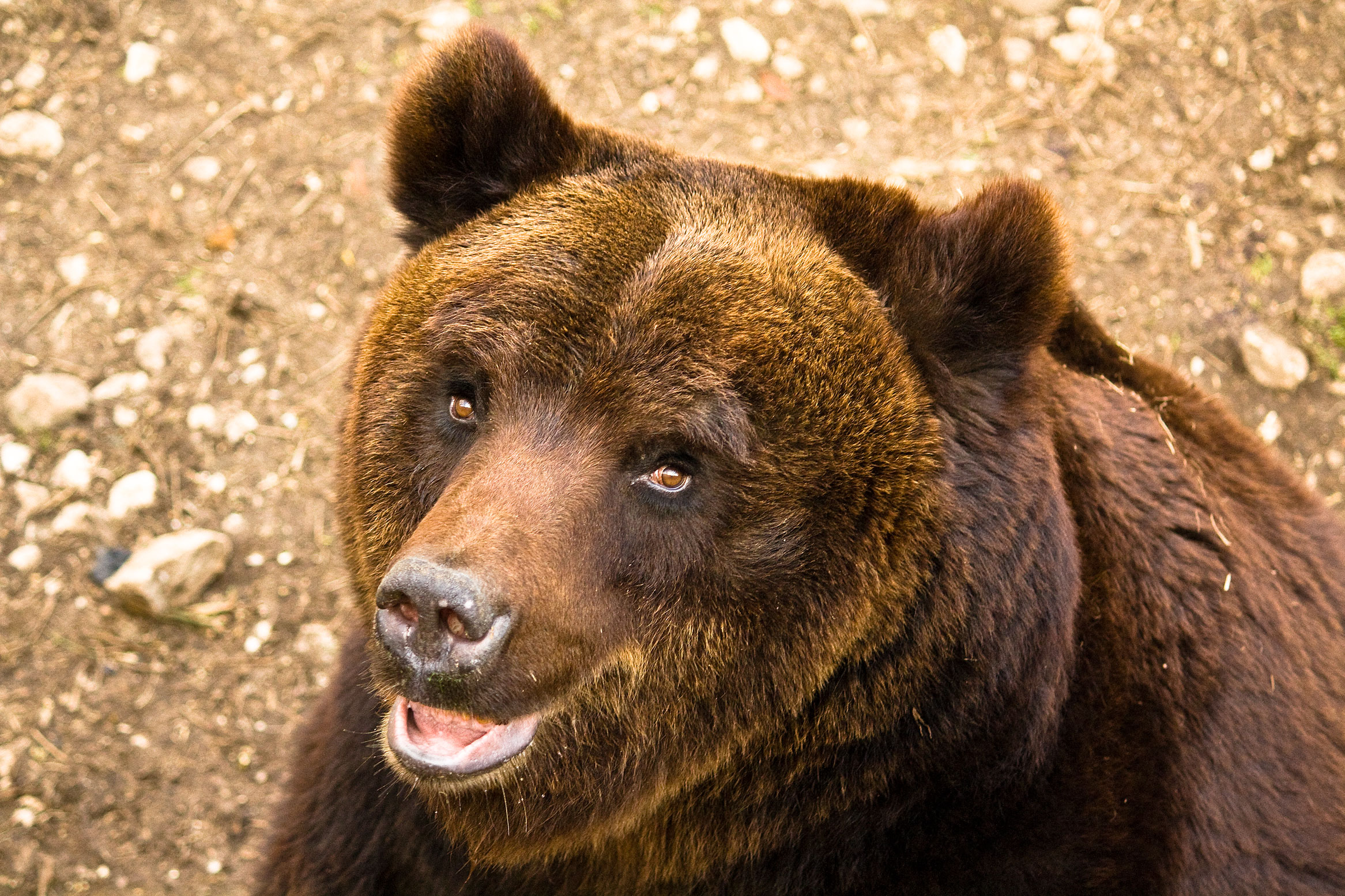
L'orso bruno marsicano.

La Marsica è un territorio ricco di parchi e riserve naturali: comprende a sud il parco nazionale d'Abruzzo, Lazio e Molise, area in cui si trovano le faggete vetuste dichiarate patrimonio dell'umanità dall'UNESCO, a sud-ovest la riserva naturale guidata Zompo lo Schioppo, ad est il parco naturale regionale Sirente-Velino, a nord-est la riserva naturale Monte Velino, ad ovest la riserva naturale guidata Monte Salviano e, infine, a nord-ovest la riserva naturale speciale delle Grotte di Pietrasecca e la riserva naturale regionale Grotte di Luppa, che segnano il confine con il parco regionale dei Monti Simbruini.
Nella Marsica occidentale si trova una tra le più vaste faggete presenti in Europa i cui accessi principali sono situati nei territori montani di Cappadocia, Pereto e Tagliacozzo.
Tra i siti di interesse comunitario, le zone di protezione speciale e le aree naturali di maggiore interesse figurano le gole di Celano, forra di circa quattro chilometri le cui pareti rocciose, alte circa 200 metri, presentano in alcuni punti strettoie di circa tre metri, la val d'Arano ad Ovindoli, le grotte di Beatrice Cenci tra Petrella Liri e Verrecchie,
l'Aceretta a Villavallelonga, la Cicerana a Lecce nei Marsi,
l'altopiano della Renga a Capistrello, il parco naturale Sponga a Canistro, il parco geologico risorgenti dell'Imele a Tagliacozzo e il bosco di Sesera situato tra i comuni di Oricola e Carsoli, nella piana del Cavaliere.
Mammiferi tipici di molti di questi parchi sono l'orso bruno marsicano, sottospecie endemica della Marsica e il lupo appenninico. La falena denominata triaxomera marsica è stata descritta per la prima volta nel 1984, mentre la pianta alchemilla marsica nel 1911. La flora è caratterizzata da piante endemiche come l'iris marsica e la scarpetta di Venere.

## Storia

### Origini

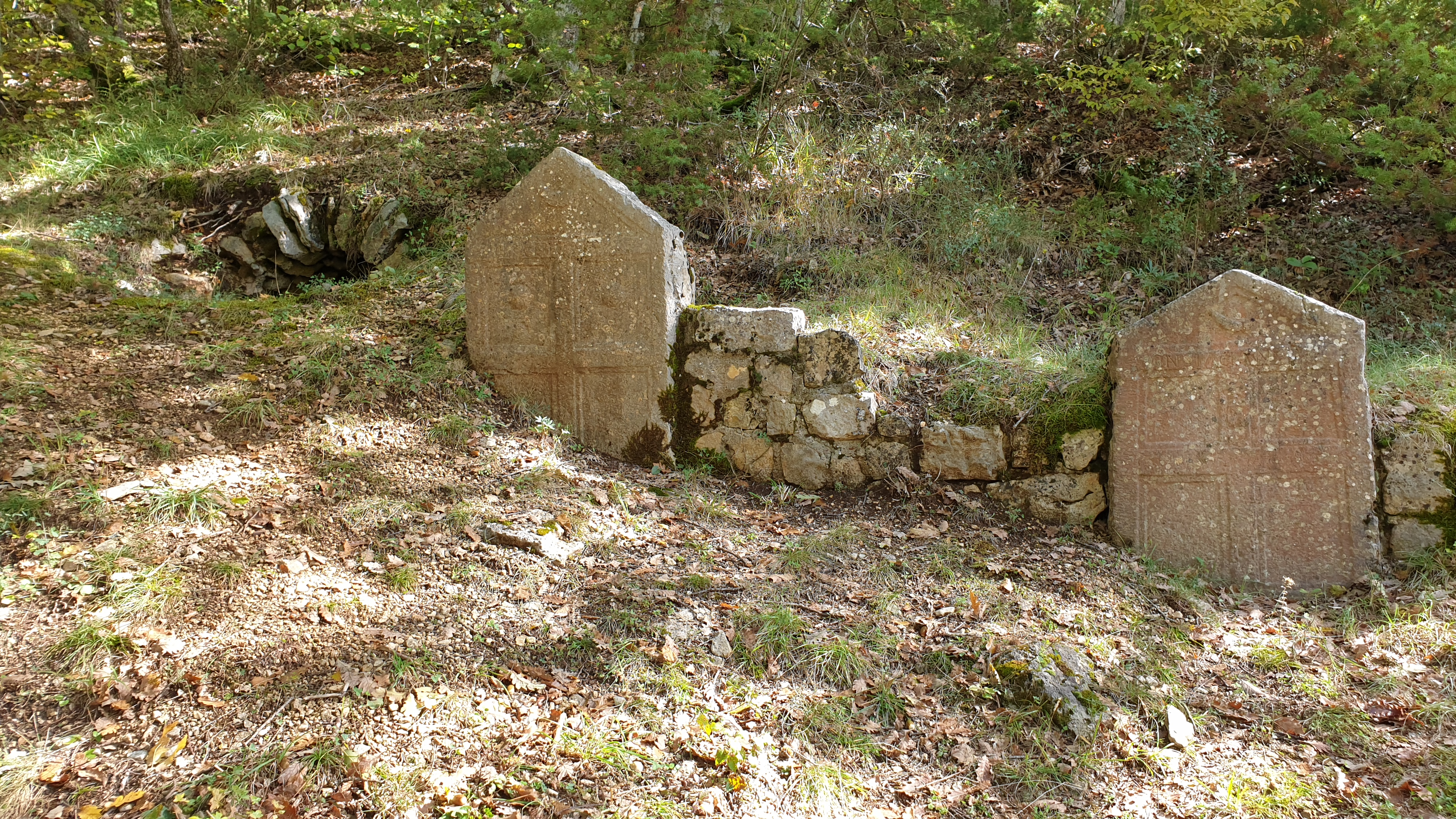
La necropoli nei pressi della valle di Amplero a Collelongo.

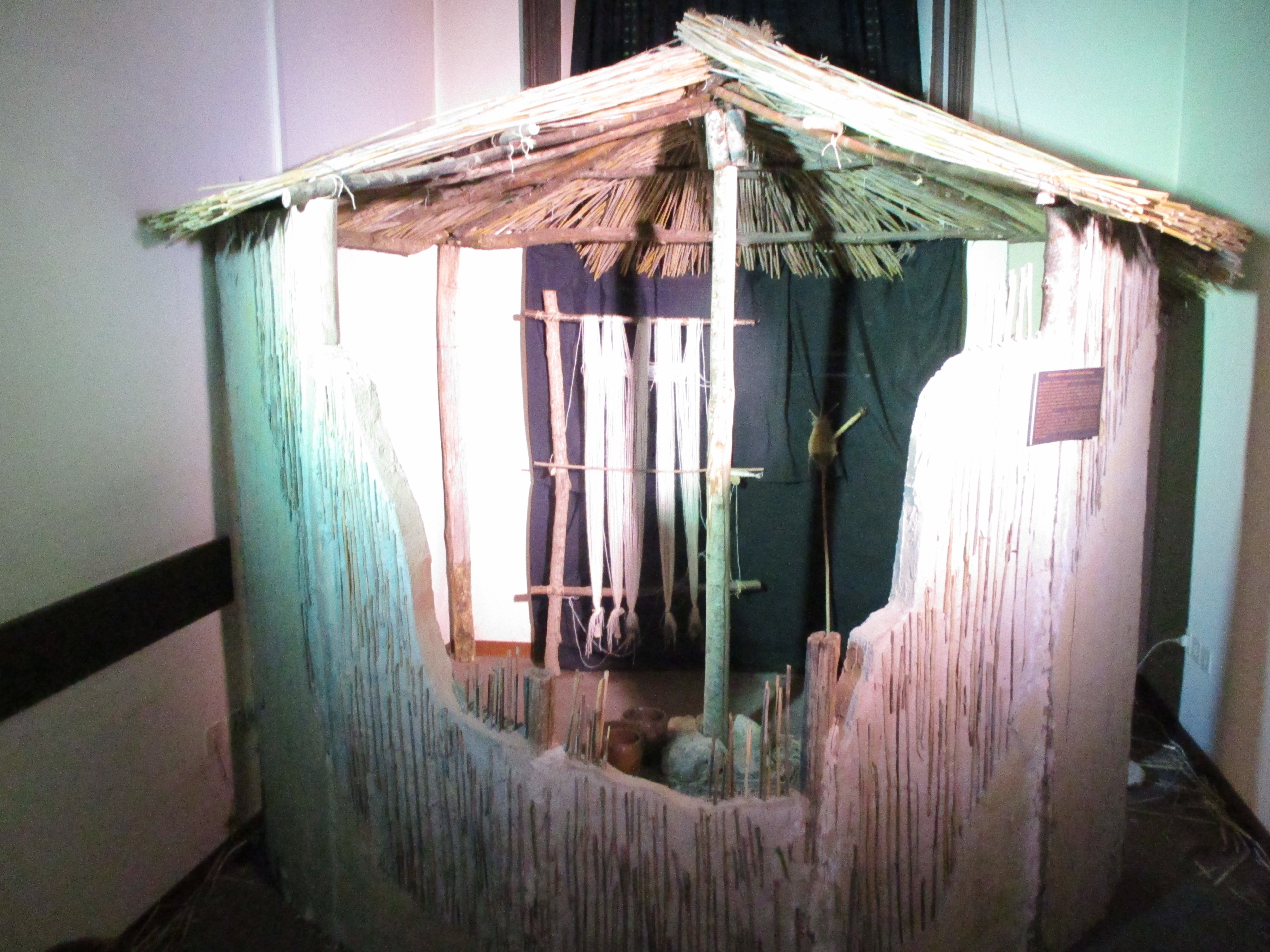
Ricostruzione di una capanna neolitica del Fucino.

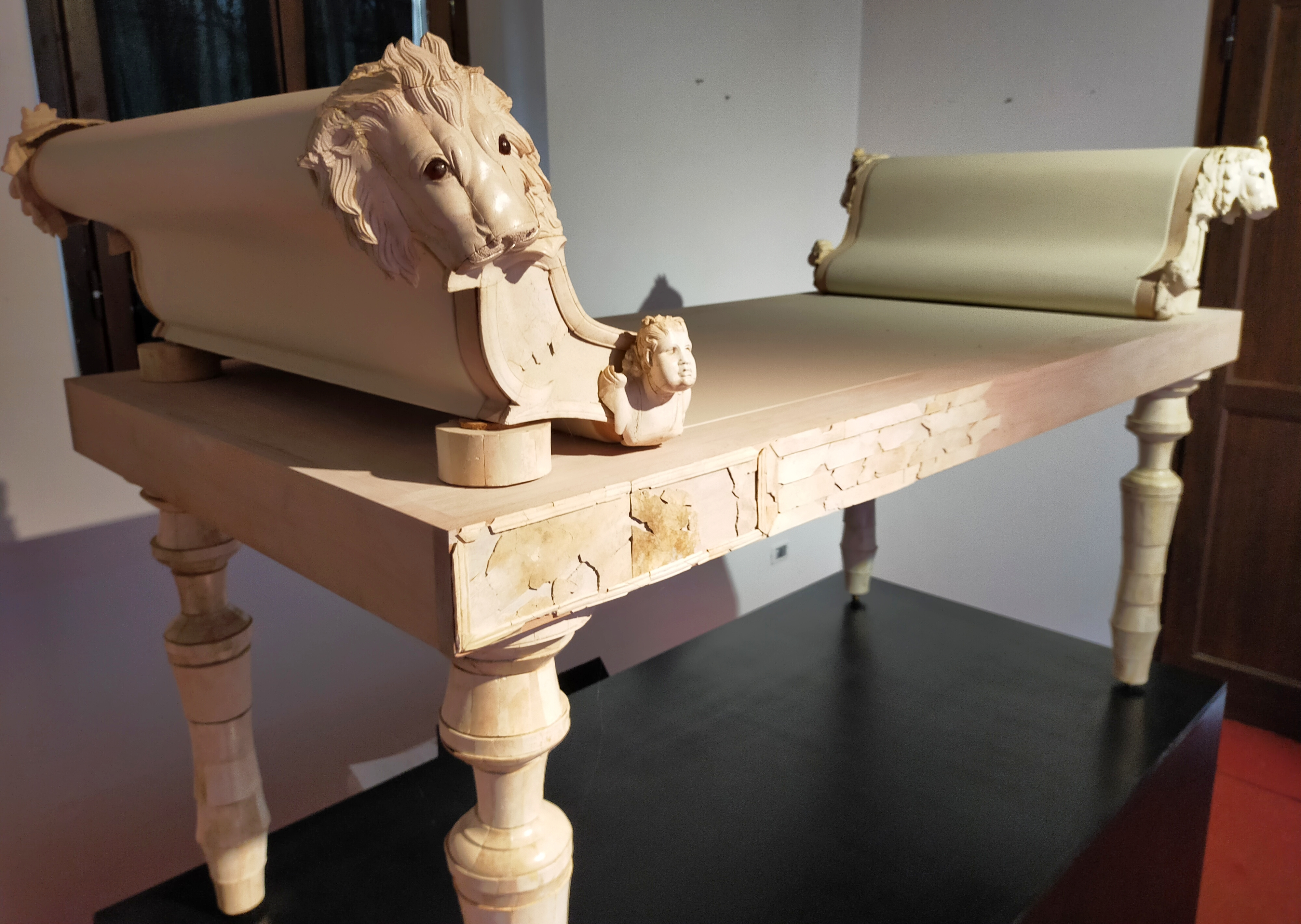
Letto in osso di Aielli.

La presenza dei cacciatori nomadi nel Paleolitico inferiore e lo stanziamento a carattere continuativo durante il Paleolitico medio e il Paleolitico superiore risale tra i 130 000 e i 12 000 anni fa. Testimonianze di varia natura, archeologica e zoologica, sono emerse da innumerevoli insediamenti e siti presenti in tutto il territorio e in particolare ai bordi dell'ex alveo del Fucino.
La regione prende il nome dai Marsi, popolazione italica di lingua osco-umbra che dal I millennio a.C. ha abitato l'area. Il toponimo, infatti, deriva dall'aggettivo latino Marsicus. Capoluogo dei Marsi fu in origine Marruvium, mentre tra i centri più rilevanti di epoca imperiale figurano i municipi di Antinum, Lucus Angitiae e, in territorio equo al confine con quello marso, Alba Fucens e Carsioli.
Durante la guerra sociale, denominata anche "bellum Italicum" o "bellum Marsicum" e sostenuta dal 91 all'88 a.C., gli Italici guidati dal condottiero Quinto Poppedio Silone inflissero sconfitte e perdite al ben più numeroso esercito della Repubblica romana.
La guerra ebbe inizio quando il Senato romano, con Lucio Porcio Catone al capo, negò la cittadinanza ai Marsi e agli altri Italici, dopo molti anni di alleanze militari. Catone venne ucciso, nell'89 a.C., durante la battaglia del lago del Fucino.
Dopo tre anni di dure battaglie e dopo la morte di Poppedio Silone, caduto a Teanum Apulum, ottennero l'agognata cittadinanza romana nell'88 a.C. Da questo momento i loro territori furono colonizzati e i guerrieri incorporati nelle tribù romane. I Marsi, furono perlopiù ascritti alla valorosa gens Sergia, mentre i marsi albensi e gli anxantini risultarono appartenere alla gens Fabia.
Quando l'imperatore Augusto divise l'Italia in undici regioni, essi furono assegnati alla Samnium Regio.
Il popolo sarà cantato e celebrato in tutte le epoche come uno dei "progenitori" e al contempo uno dei "figli prediletti dell'Italia".

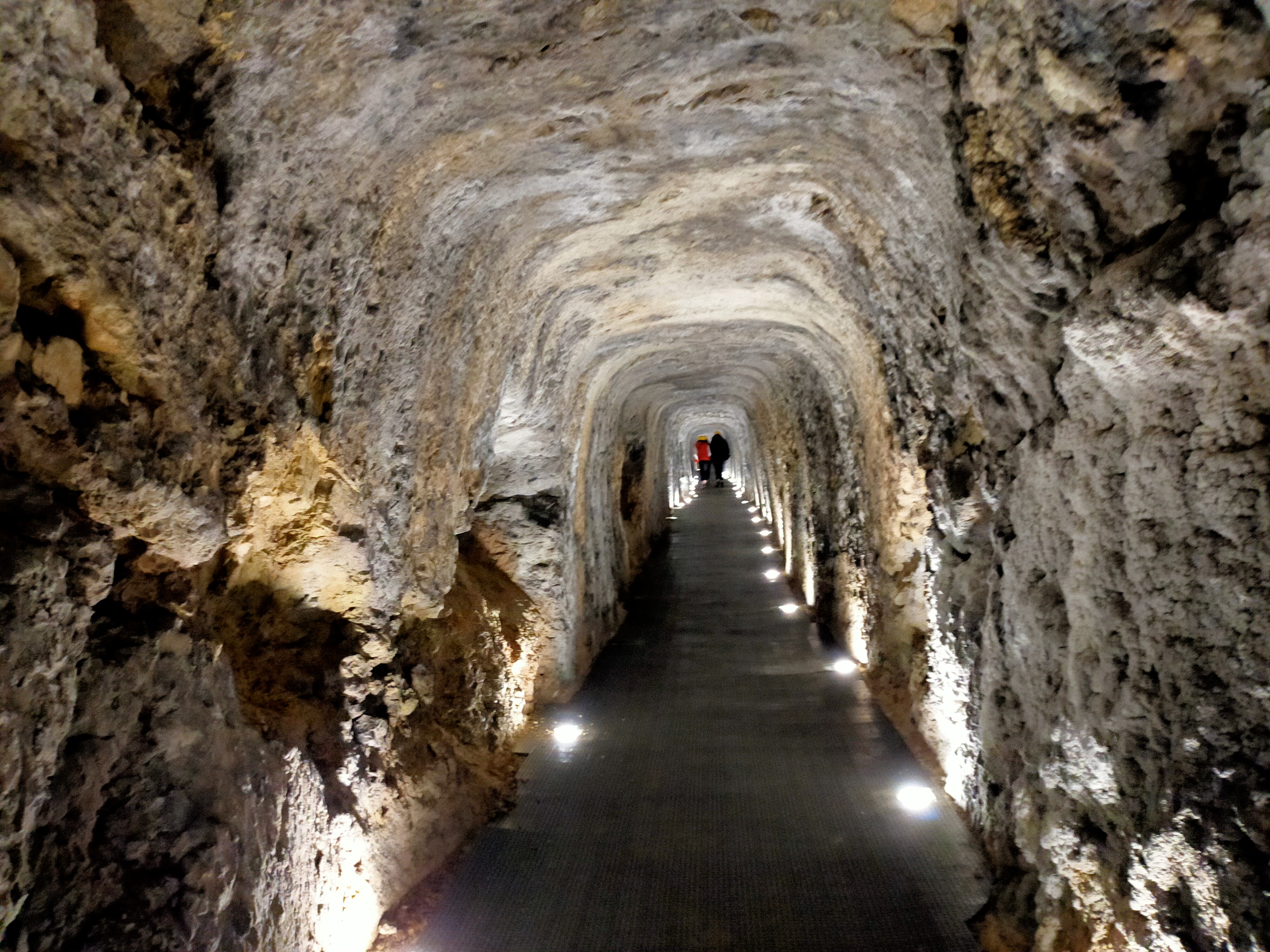
Cunicoli di Claudio.

L'imperatore Claudio nel 41 d.C. avviò i lavori per il prosciugamento del lago Fucino attraverso l'emissario ipogeo del monte Salviano, l'incile e i cunicoli di Claudio, nel suo complesso un'opera di ingegneria idraulica tra le più ardite dell'epoca romana. Vi lavorarono per undici anni, fino al 52 d.C. circa 30 000 uomini tra schiavi e tecnici. La realizzazione dell'opera permise il prosciugamento di gran parte del bacino lacustre. Con la caduta dell'impero romano e l'assenza di opere di manutenzione e a causa degli effetti di disastrosi terremoti, avvenuti tra la seconda metà del IV secolo e l'anno 508 d.C., l'emissario si ostruì e il lago tornò ai livelli originari.
La diocesi dei Marsi venne fondata, secondo la tradizione, nel I secolo da San Marco Galileo e retta, nel III secolo, da San Rufino e suo figlio Cesidio.

### Medioevo
La località marsicana di Valeria diede i natali a Papa Bonifacio IV, il 67º papa della Chiesa cattolica dal 25 agosto 608 fino alla sua morte.

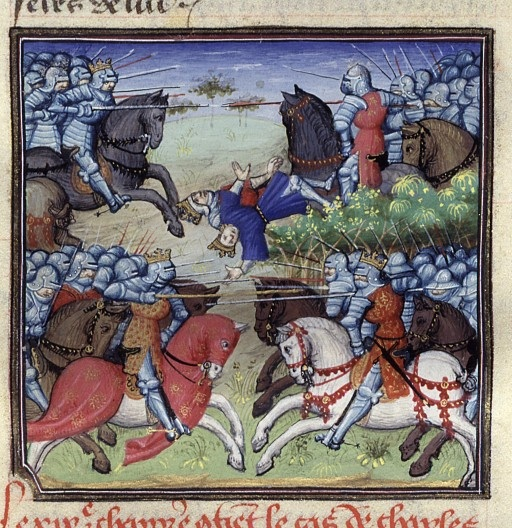
La battaglia di Tagliacozzo.

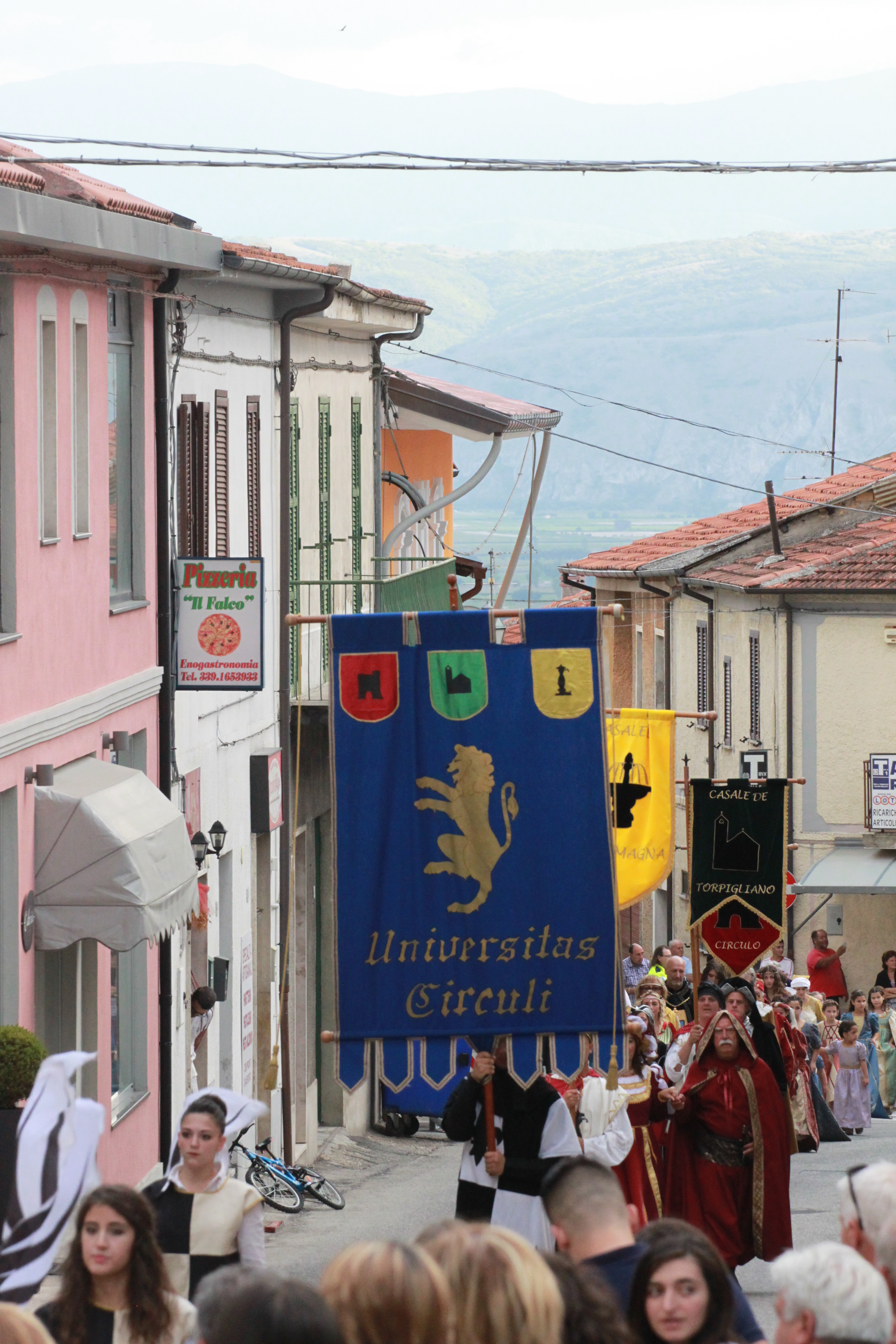
Corteo della "Bulla Indulgentiarum" a Cerchio.

La Marsica, inserita nella nuova "provincia Valeria", nel 591 passa sotto il ducato longobardo di Spoleto. Nasce la Gastaldia dei Marsi, una circoscrizione amministrativa governata da un funzionario della corte regia con residenza nella Civitas Marsicana. Nel 774 Carlo Magno donò la Valeria e tutto il ducato allo Stato Pontificio.
Nacque la contea dei Marsi i cui rappresentanti si sostituirono ai gastaldi franco-longobardi. Nel 926 divenne nuovo conte dei Marsi Berardo "il Francisco", pronipote diretto di Carlo Magno. Berardo rilanciò la contea con una serie di riforme e ne fece un vero e proprio feudo, che divenne con lui un piccolo stato dotato di indipendenza all'interno del ducato di Spoleto. In seguito ad una grande battaglia nel 937 la contea dei Marsi si affrancò dal dominio del ducato spoletino ottenendo la piena indipendenza sotto la dinastia dei Berardi.
Nel frattempo la sede della diocesi, che risultava spesso vacante a causa dei conflitti per il possesso e il controllo del territorio, con la bolla di Papa Stefano IX divenne dal 1057 la chiesa di Santa Sabina in Marruvium. Nello stesso anno il vescovo dei Marsi Pandolfo fece realizzare l'Exsultet per la chiesa di San Giovanni Caputacquae di Celano a testimonianza dell'importanza ecclesiastica del centro marsicano. Nel 1115 il vescovo Berardo dei Marsi grazie a Papa Pasquale II riunì i confini della diocesi dei Marsi mettendo fine ai tentativi di divisione del clero locale.
L'indipendenza politica durò fino al 1143 allorquando i Normanni assoggettarono la contea dividendola nei tre comitati di Albe, Carsoli e Celano che assorbirono nei loro territori.
Nella Marsica San Francesco d'Assisi diffuse l'ideale dei frati minori. La sua prima presenza nel territorio risulterebbe nell'inverno tra il 1215 e il 1216, quando soggiornò a San Benedetto dei Marsi dove, in località Luogo (in dialetto marsicano "i loche") dormì, insieme con i poveri, nei pressi dell'anfiteatro romano. Dopo aver favorito la fondazione del convento di Poggio Cinolfo avrebbe compiuto un successivo viaggio nella Marsica, a Pescina, Celano e San Benedetto dei Marsi, forse tra il 1219 ed il 1222.
Secondo quanto avrebbe riportato il suo primo biografo Tommaso da Celano e, in seguito, Bonaventura di Bagnoregio che riscrisse la biografia, San Francesco avrebbe presagito la morte di un cavaliere che lo ospitò nel palazzo celanese di sua proprietà.
Mentre nel 1225 nella vicina Pescina, fu fondato il convento dedicato al santo, che era situato accanto alla contemporanea chiesa di Sant'Antonio di Padova.
Qualche anno prima Federico II di Svevia sottrasse la contea di Celano al conte Tommaso per concederla ai conti di Segni non prima di aver distrutto l'abitato celanese originario del monte Tino, e di aver costretto alla deportazione i suoi abitanti in Italia meridionale, Sicilia e Malta.
Nel 1227 i celanesi poterono tornare nella Marsica e ricostruire una città nuova più in basso sul colle San Flaviano chiamata Cesarea fino alla morte dell'imperatore svevo.
(Dante Alighieri, Divina Commedia, Inferno, XXVIII canto, vv. 17-18)
Il 23 agosto del 1268 i piani Palentini furono teatro della famosa battaglia di Tagliacozzo tra Corradino di Svevia e Carlo d'Angiò che segnò la caduta definitiva degli svevi a favore degli angioini.
In queste zone i tratturi erano delimitati da aree individuate con precisione fino dall'età medioevale, mentre all'inizio del Regno borbonico si verificò l'allungamento dei percorsi, Celano-Foggia e Pescasseroli-Candela, la classificazione a regi tratturi e, in seguito, ad opera degli aragonesi ci fu la regolamentazione del sistema tratturale.
Tutto il territorio marsicano nel XV secolo è teatro delle lotte tra le famiglie romane degli Orsini e dei Colonna. Il ducato dei Marsi controllava numerosissime terre e le baronie di Carsoli, Civitella Roveto e Corvaro.

### Età moderna
Stando ad una supposizione nel secondo decennio del XVI secolo, durante il periodo romano, Leonardo da Vinci avrebbe visitato l'Abruzzo decidendo di utilizzare la carta prodotta con la rinomata gualchiera di Celano per realizzare alcuni suoi disegni e forse per uno dei suoi codici, il manoscritto apografo Codice Lauri, in cui sarebbe riportata l'opera Trattato della pittura.
Nel 1580, con la bolla pontificia In suprema dignitatis apostolicae specula di Gregorio XIII, la sede della diocesi dei Marsi venne spostata da Marruvium a Pescina nella cattedrale di Santa Maria delle Grazie.
I Colonna amministrarono la contea albense per circa tre secoli fino all'abolizione dei feudi, mentre Costanza Piccolomini cedette nel 1591 la contea celanese a Camilla Peretti, sorella di Papa Sisto V. Ai Peretti, che dovettero gestire la rivolta popolare di Celano condotta dell'aquilano Antonio Quinzi sulla scia di quella napoletana di Masaniello finalizzata a indebolire il dominio spagnolo, seguirono a capo della contea le famiglie Savelli, Cabrerà e Sforza-Cesarini.
Due tragedie segnarono questo periodo: la frana del 1616 che causò la distruzione del borgo vecchio di Roccavivi e il terremoto di Bolsena e della Val Teverina del 1695 che provocò gravissimi danni a Celano.
L'ultimo conte celanese fu Francesco Sforza-Bovadilla fino al 1806 anno dell'abolizione del feudalesimo.
Nel 1790 Ferdinando I delle Due Sicilie sollecitato dalle autorità locali in difficoltà per via del livello delle acque sempre più alto e delle difficili condizioni socio-economiche dell'area decise di portare avanti un nuovo tentativo per ripristinare l'emissario dell'Incile e i cunicoli di Claudio non riuscendo tuttavia nell'intento di prosciugare e bonificare le terre fucensi.
Con la proclamazione a Napoli nel 1799 della Repubblica Napoletana, Repubblica sorella della Francia rivoluzionaria costituita dopo l'occupazione militare francese, venne istituito il Dipartimento del Fucino.

### Età contemporanea

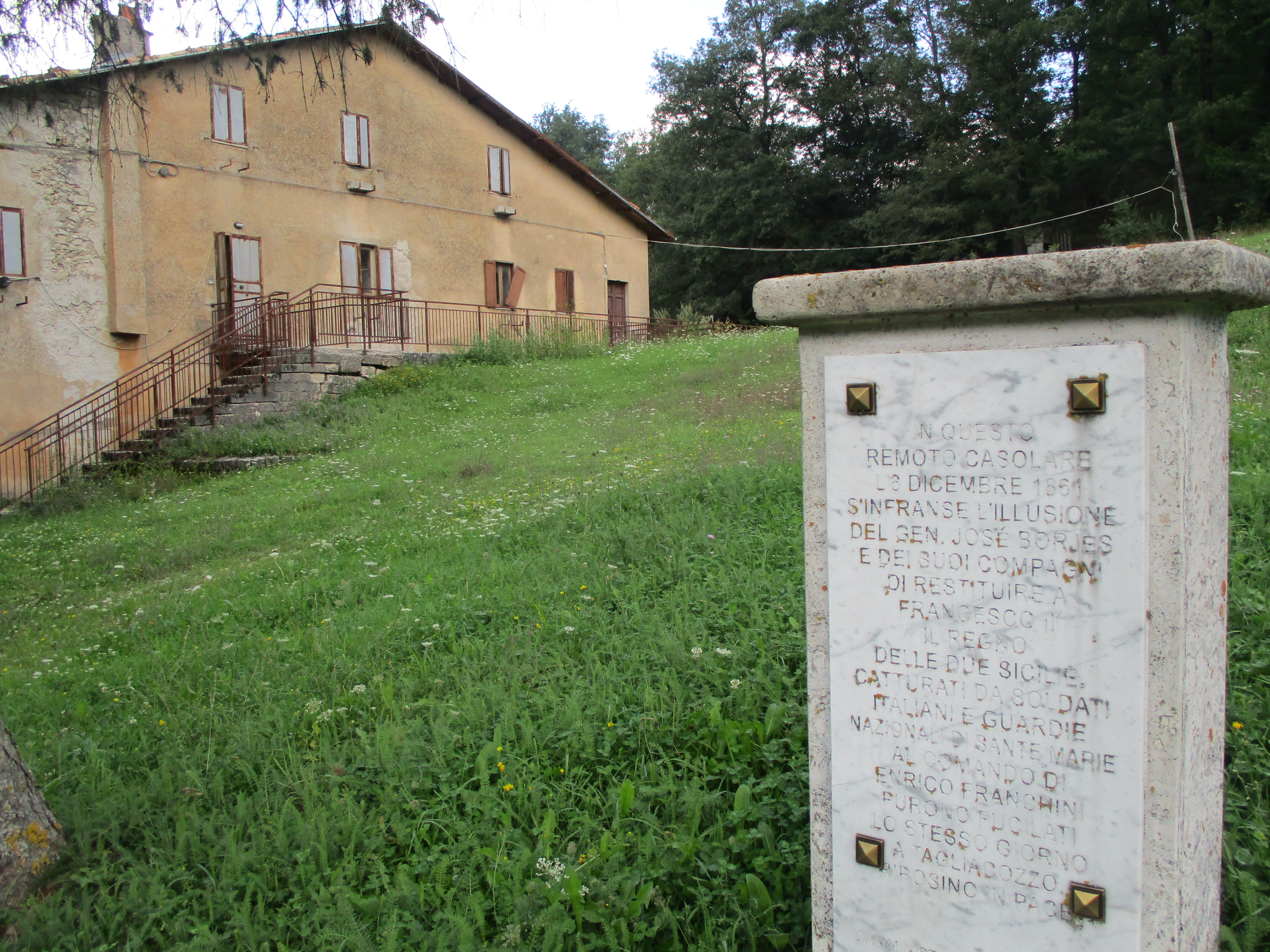
La cascina Mastroddi a Castelvecchio di Sante Marie e la targa in ricordo di José Borjes.

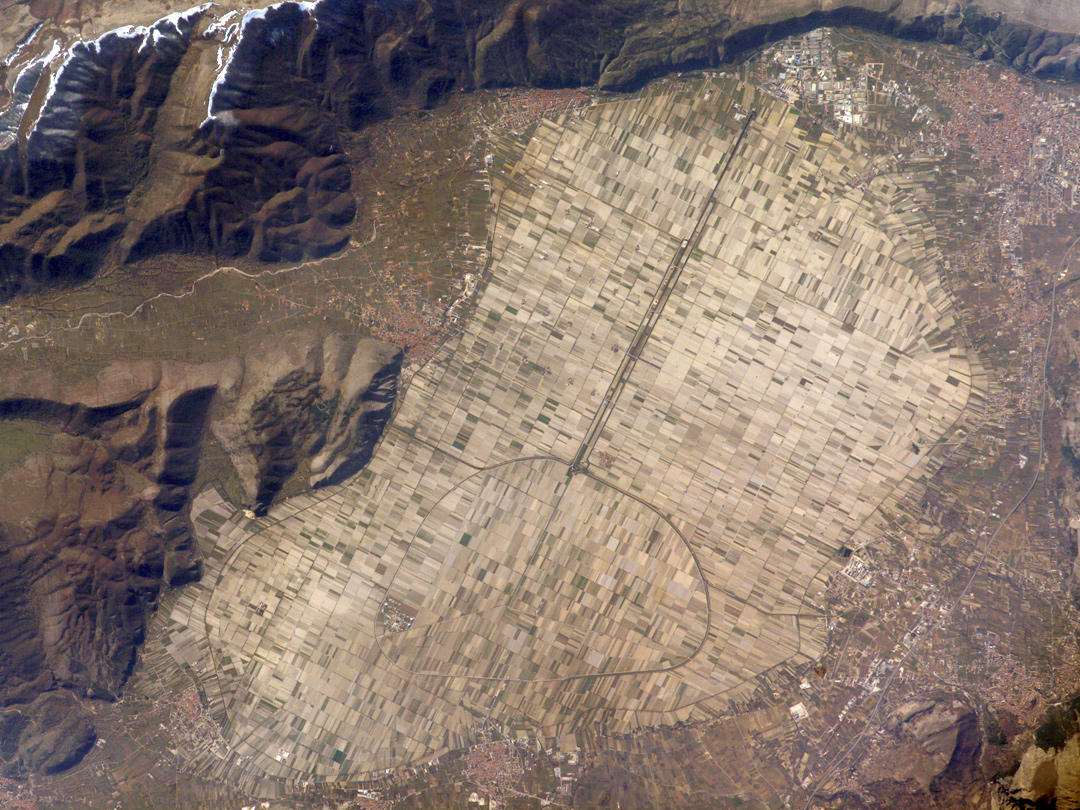
Piana del Fucino in una foto Earth observatory della NASA.

Qualche anno dopo l'abolizione dei feudi attuata da Giuseppe Bonaparte, nel 1811 Gioacchino Murat istituì il distretto di Avezzano, che comprese i sette circondari del territorio e quello di nuova istituzione di Trasacco, in seno all'unità amministrativa dell'Abruzzo Ulteriore Secondo.
Nel distretto marsicano i movimenti carbonari furono più che mai attivi.
Pochi mesi prima della proclamazione del Regno d'Italia avvennero a Scurcola Marsicana e nei piani Palentini gravi scontri tra le truppe filo-borboniche e quelle filo-piemontesi. Il 13 gennaio 1861 i piemontesi subirono a Tagliacozzo una pesante sconfitta perdendo 23 uomini. Costretti a ritirare verso Avezzano si riorganizzarono occupando con una compagnia Magliano de' Marsi. Giunti a Scurcola con una seconda squadra militare i piemontesi prima respinsero l'attacco borbonico e dal 22 gennaio, coadiuvati dai rinforzi giunti da Avezzano e Magliano, diedero vita all'accerchiamento del nemico e al successivo rastrellamento. Il 23 gennaio vennero catturati 366 uomini che rinchiusi nella cappella delle Anime Sante furono condannati alla fucilazione. Dopo 89 esecuzioni arrivò l'ordine di bloccare immediatamente le condanne a morte. I 277 superstiti furono destinati prima ad Avezzano e poi presso il tribunale militare dell'Aquila, dove non è sicuro che tutti arrivarono in vita.
Nello stesso anno, l'8 dicembre, avvenne la cattura in località Casale Mastroddi, alle porte di Sante Marie e la successiva fucilazione in piazza dell'Obelisco a Tagliacozzo del generale catalano José Borjes e dei suoi soldati.
Con l'Unità d'Italia fu istituito il circondario di Avezzano composto di 9 mandamenti. In questi territori come in altre province meridionali si sviluppò il fenomeno del brigantaggio postunitario che cesserà soltanto dopo la terza guerra d'indipendenza italiana e con la presa di Roma del 1870.

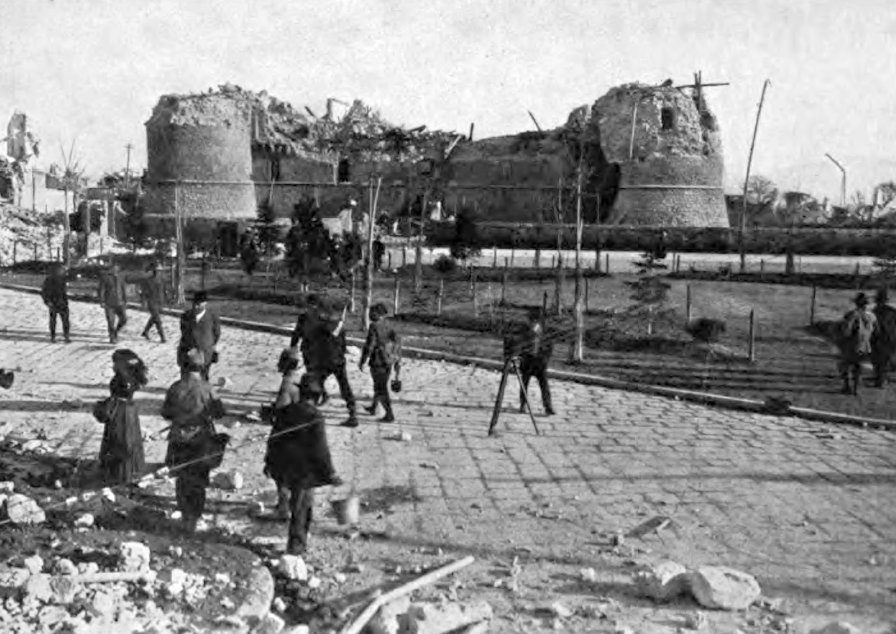
Rovine del castello Orsini-Colonna dopo il sisma del 1915.

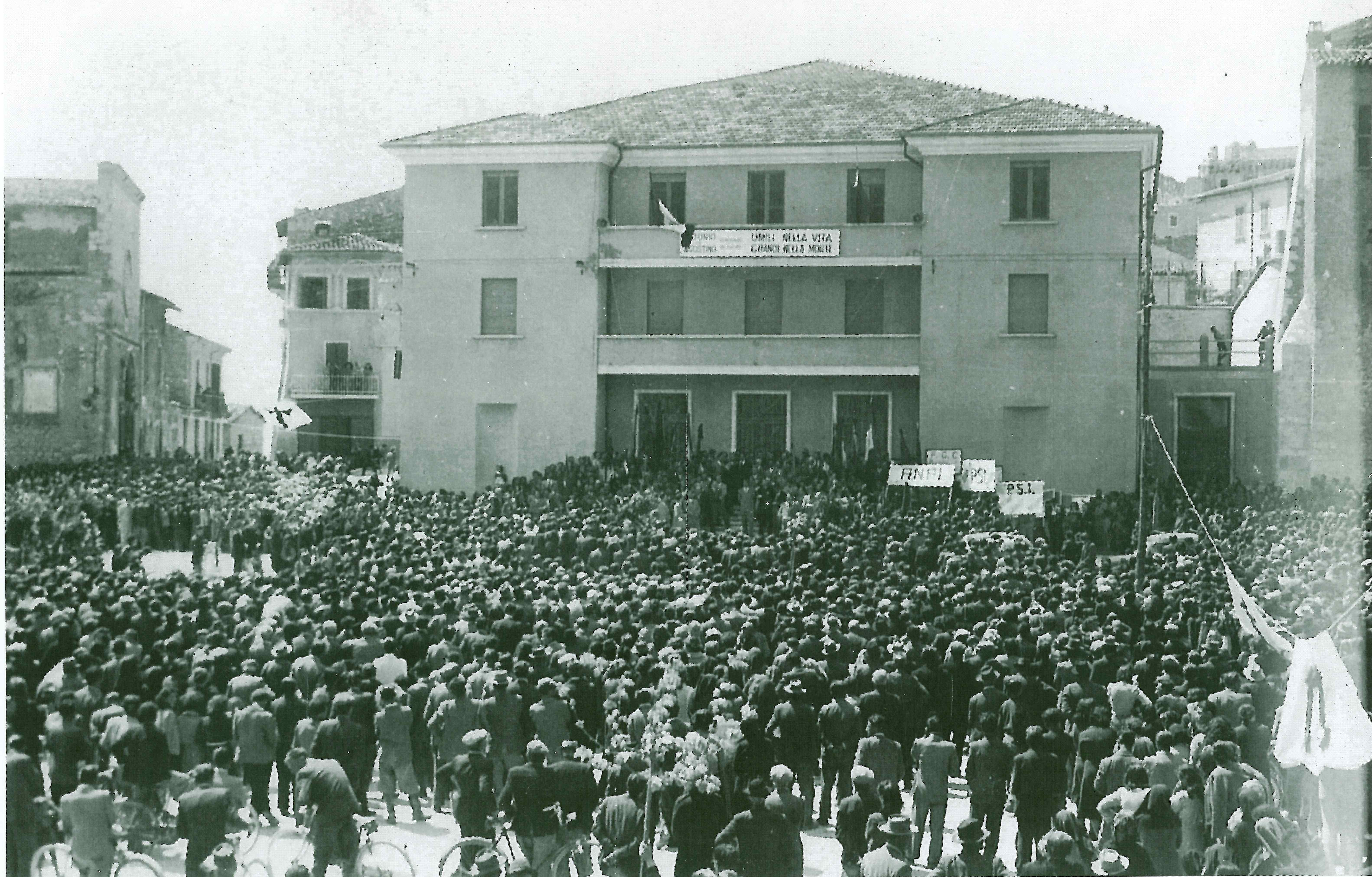
Eccidio di Celano: folla radunata in piazza nel giorno dei funerali.

Otto anni dopo, nel 1878, viene ufficialmente dichiarato prosciugato il lago Fucino. Il banchiere romano, Alessandro Torlonia, dopo aver ripreso ed ampliato il progetto claudiano, prosciugò totalmente il Fucino bonificando l'area e diventando proprietario di gran parte delle terre emerse per 99 anni. Le difficili condizioni lavorative dei braccianti finirono per alimentare in tutto il territorio nuove tensioni sociali.
Tra la fine del XIX secolo e i primi anni del secolo successivo alcuni pittori scandinavi come Kristian Zahrtmann, Peder Severin Krøyer e Peter Christian Skovgaard fondarono a Civita d'Antino la scuola estiva di pittura.
Il 6 dicembre 1907 avvenne il più grave incidente minerario degli Stati Uniti, il disastro di Monongah, che gettò nel lutto le famiglie di numerosi minatori di Civitella Roveto, Civita d'Antino, Canistro e dell'Abruzzo intero, costretti ad emigrare per poter lavorare.
(Ignazio Silone)
Il 13 gennaio 1915 avvenne il terremoto della Marsica, un grave evento sismico che colpì l'intera regione distruggendo paesi e città dell'area fucense e rovetana. Gravi danni si registrarono in tutto il centro Italia. Il sisma causò oltre 30 000 morti, di cui 10 700 nella città di Avezzano.
La scossa principale di magnitudo 7,0 si verificò alle ore 07:52:43. I giovani marsicani superstiti, già profondamente segnati dal sisma, dovettero partecipare come soldati dell'esercito alla grande guerra mentre la ricostruzione fu favorita dai prigionieri austro-ungarici del campo di concentramento di Avezzano e dai soldati rumeni della Legione Romena d'Italia.

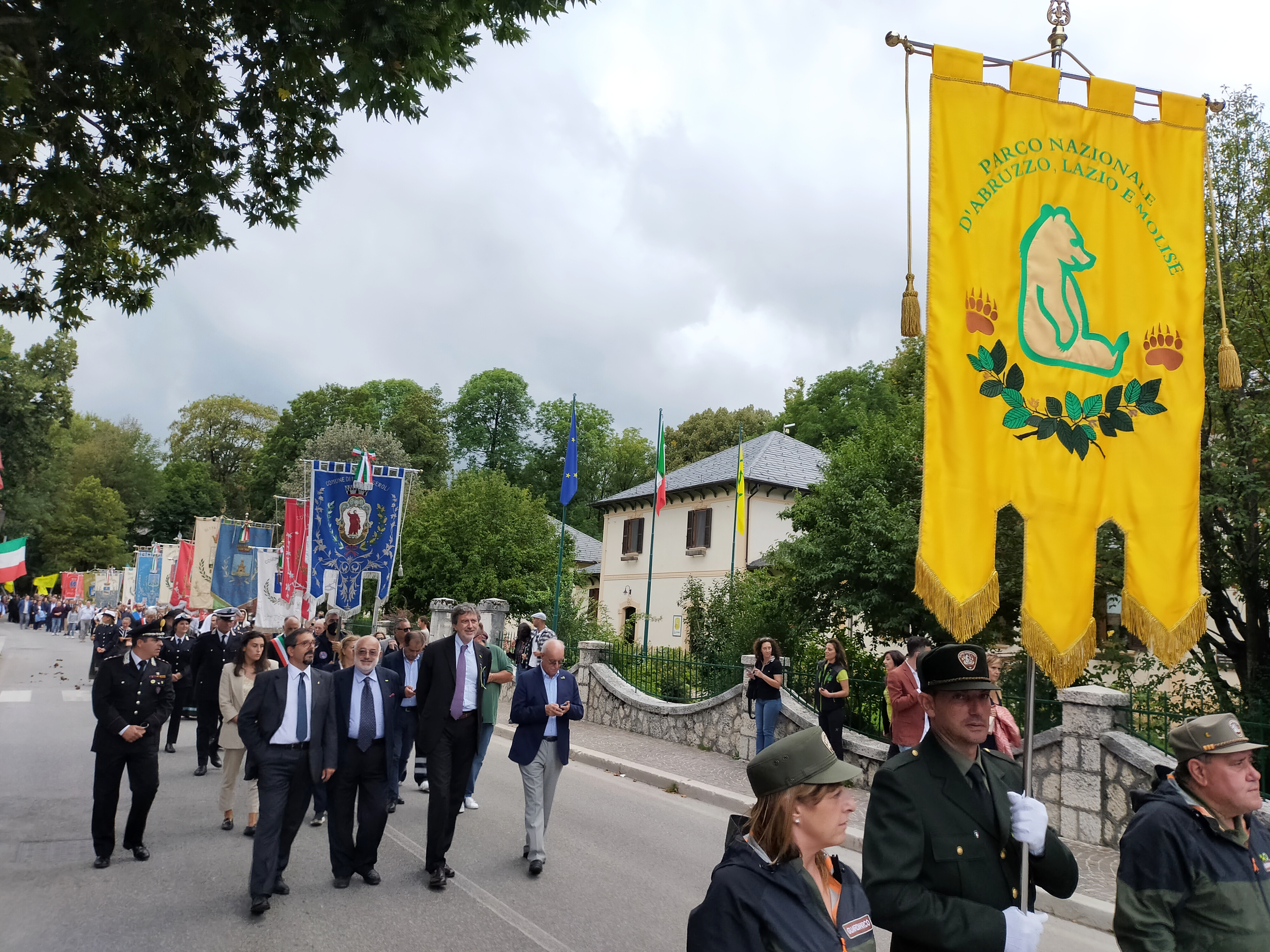
Corteo in occasione del centenario dell'inaugurazione del parco nazionale d'Abruzzo, Lazio e Molise.

Il terremoto mutò il volto dell'intera Marsica, alle polarità urbane storiche costituite da Tagliacozzo, Celano e Pescina si sostituì la centralità di Avezzano tanto che l'area fucense divenne un potente attrattore demografico, proprio mentre tutte le altre aree della Marsica sperimentavano il fenomeno della progressiva crisi delle economie tradizionali, della stasi demografica o più spesso dello spopolamento dovuto all'emigrazione.
Già costituito il 25 novembre 1921 con direttorio provvisorio, il parco nazionale d'Abruzzo, Lazio e Molise fu inaugurato il 9 settembre 1922 a Pescasseroli, sede amministrativa, e istituito ufficialmente come "parco nazionale d'Abruzzo" l'11 gennaio 1923.
Il 16 gennaio 1924 con la bolla pontificia Quo aptius di Papa Pio XI ci fu il definitivo trasferimento della diocesi dei Marsi ad Avezzano.
Nel 1944, durante la seconda guerra mondiale il territorio subì le violenze nazi-fasciste e i danni dai bombardamenti alleati. Capistrello fu teatro della tragica vicenda dell'eccidio dei "33 martiri" fucilati dai nazisti. Su queste montagne furono nascosti ed aiutati dai cittadini dei piccoli borghi montani migliaia di alleati in fuga dai campi di concentramento abruzzesi.
Appena dopo la liberazione una giovane ventiduenne di Trasacco, Adalgisa Antonia Carlesimo nota come Faccetta Nera, innamorata di un graduato tedesco e accusata di essere una spia dei nazisti fu uccisa a Trasacco il 22 maggio 1945.
I comuni della Marsica decorati al merito civile sono Avezzano, Capistrello, Carsoli e Massa d'Albe.
Dopo le lotte contadine del secondo dopoguerra, e pochi mesi dopo l'eccidio di Celano che fece registrare due morti e diversi feriti tra i braccianti radunati in piazza, giunse l'attesa riforma agraria del 1950 che portò all'espropriazione terriera anticipata ai danni dei Torlonia e all'assegnazione di oltre 14 000 ettari di terreni coltivabili agli agricoltori diretti. La piana fucense, riorganizzata in appezzamenti più grandi, fece segnare un importante incremento delle produzioni agricole e il miglioramento delle condizioni socio-economiche del territorio.
Tra il 1952 e il 1956 due tragedie sul lavoro si verificarono rispettivamente a Mignano Monte Lungo, in provincia di Caserta e a Marcinelle, in Belgio. Nella tragedia campana di Cannavinelle morirono 42 persone, molte delle quali provenienti dalla valle Roveto, mentre a causa del disastro di Marcinelle, morirono 262 persone, tra cui molti emigrati abruzzesi. Solo circa un anno prima della sciagura belga, il 5 settembre 1955 una frana si abbatté sul vecchio borgo di Villa San Sebastiano distruggendo gran parte delle abitazioni e causando morti e feriti.
Il più grande teleporto al mondo per usi civili e uno dei principali operatori nel campo dei servizi satellitari, il Centro spaziale del Fucino, realizzato nel territorio comunale di Ortucchio, fu ufficialmente inaugurato nel 1967.
Nel corso del XX secolo anche le aree montane della Marsica furono particolarmente segnate dal fenomeno dell'emigrazione con il dato dello spopolamento in graduale aumento.

## Società

### Comuni
Anticamente la Marsica comprendeva a sud-est l'area circostante il lago del Fucino, l'intera valle del Giovenco e a sud la valle Roveto. Con lo stesso toponimo s'intende la contemporanea area sud-occidentale della provincia dell'Aquila che comprende anche i piani Palentini, la piana del Cavaliere e la valle di Nerfa.
Fanno parte del territorio marsicano 37 comuni, per un totale di oltre 126 000 abitanti. Il patrono della Marsica è san Berardo dei Marsi.
- Aielli
- Avezzano
- Balsorano
- Bisegna
- Canistro
- Capistrello
- Cappadocia
- Carsoli
- Castellafiume
- Celano
- Cerchio
- Civita d'Antino
- Civitella Roveto
- Collarmele
- Collelongo
- Gioia dei Marsi
- Lecce nei Marsi
- Luco dei Marsi
- Magliano de' Marsi
- Massa d'Albe
- Morino
- Opi
- Oricola
- Ortona dei Marsi
- Ortucchio
- Ovindoli
- Pereto
- Pescasseroli
- Pescina
- Rocca di Botte
- San Benedetto dei Marsi
- Sante Marie
- San Vincenzo Valle Roveto
- Scurcola Marsicana
- Tagliacozzo
- Trasacco
- Villavallelonga

## Monumenti e luoghi d'interesse

### Architetture religiose

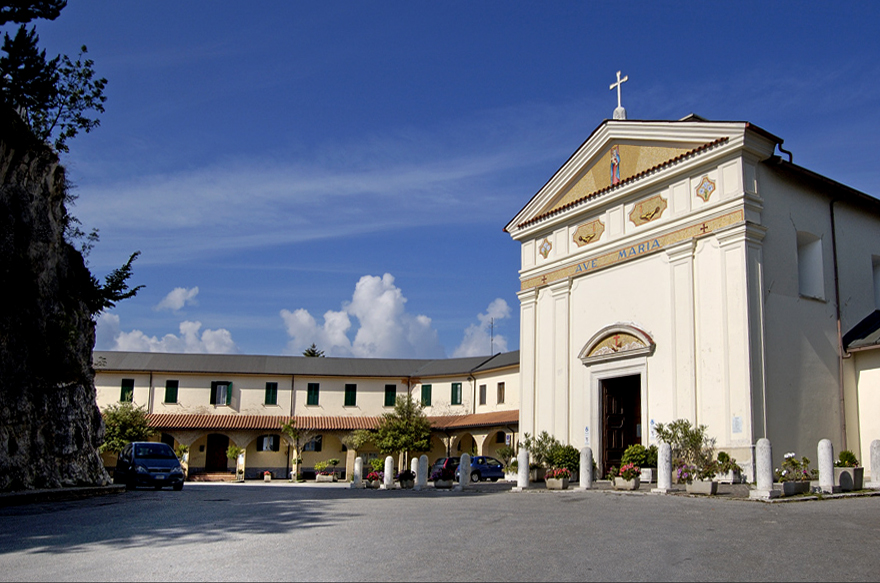
Santuario della Madonna di Pietraquaria di Avezzano.

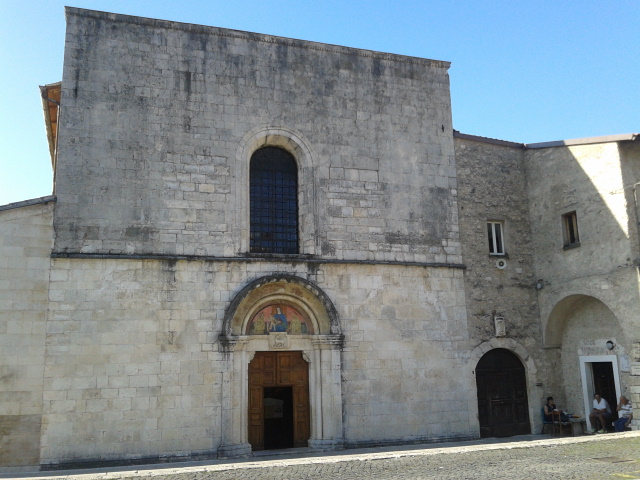
Chiesa e convento di Santa Maria Valleverde a Celano.

SantuariI santuari ufficiali diocesani sono il santuario della Madonna dei Bisognosi tra Pereto e Rocca di Botte, il santuario della Madonna dell'Oriente a Tagliacozzo, il santuario della Madonna della Vittoria a Scurcola Marsicana, il santuario della Madonna di Pietraquaria sul monte Salviano e il santuario della Madonna del Silenzio in San Francesco ad Avezzano. Altri piccoli santuari sono sparsi nel territorio e dedicati alla Madonna del Buon Consiglio a Venere dei Marsi, alla Madonna del Fulmine a Massa d'Albe, alla Madonna della Pietà a Carrito, alla Madonna delle Grazie a Roccavivi, alla Madonna di Candelecchia a Trasacco, alla Madonna di Monte Tranquillo a Pescasseroli e a Sant'Orante ad Ortucchio.
ConventiI conventi più importanti da un punto di vista storico ed architettonico sono il convento di San Francesco a Tagliacozzo e il convento di Santa Maria Valleverde a Celano. A Balsorano si trova il convento di San Francesco, a Luco dei Marsi il convento dei frati cappuccini, a Magliano de' Marsi il convento di San Domenico e a Poggio Cinolfo il convento di San Francesco.
EremiNella valle Roveto sono situati diversi eremi tra cui quelli della Madonna del Caùto a Morino, di Sant'Angelo e Sant'Onofrio a Balsorano, della Madonna della Fonticella a Canistro, della Madonna della Ritornata a Civita d'Antino e della Madonna del Romitorio a San Vincenzo Superiore. Nella piana del Cavaliere si trovano l'eremo di San Martino a Villa Romana e la grotta di Sant'Angelo a Colli di Monte Bove. Altri eremi sono localizzati sulle montagne di Bisegna dove si trova il complesso rupestre di San Giovanni Battista e nell'area prossima alle gole di Celano dove ci sono i ruderi degli eremi dedicati a San Marco.
ChieseIn ogni comune ed in ogni piccola frazione del territorio è presente almeno una chiesa. La chiesa madre della diocesi dei Marsi è la cattedrale dei Marsi di Avezzano dedicata a San Bartolomeo, mentre la concattedrale di Santa Maria delle Grazie si trova a Pescina. Altra basilica pontificia è quella di Trasacco dedicata ai Santi Cesidio e Rufino. Tra le chiese più antiche figurano la chiesa di Santa Maria in Cellis, la chiesa di Santa Maria in Valle Porclaneta, la chiesa di San Pietro in Albe, la chiesa di Santa Maria Valleverde, la chiesa di Santa Maria delle Grazie a Luco dei Marsi, la chiesa di Sant'Egidio a Scurcola Marsicana e le chiese di San Francesco e dei Santi Cosma e Damiano a Tagliacozzo. I resti e la facciata della chiesa di Santa Sabina, prima cattedrale marsicana, si trovano a San Benedetto dei Marsi.

### Architetture militari
Castelli
- Castello di Carsoli
- Castello di Oricola
- Castello di Ortona dei Marsi
- Castello di Pereto
- Castello di Pescasseroli
- Castello di Tagliacozzo
- Castello Orsini ad Albe

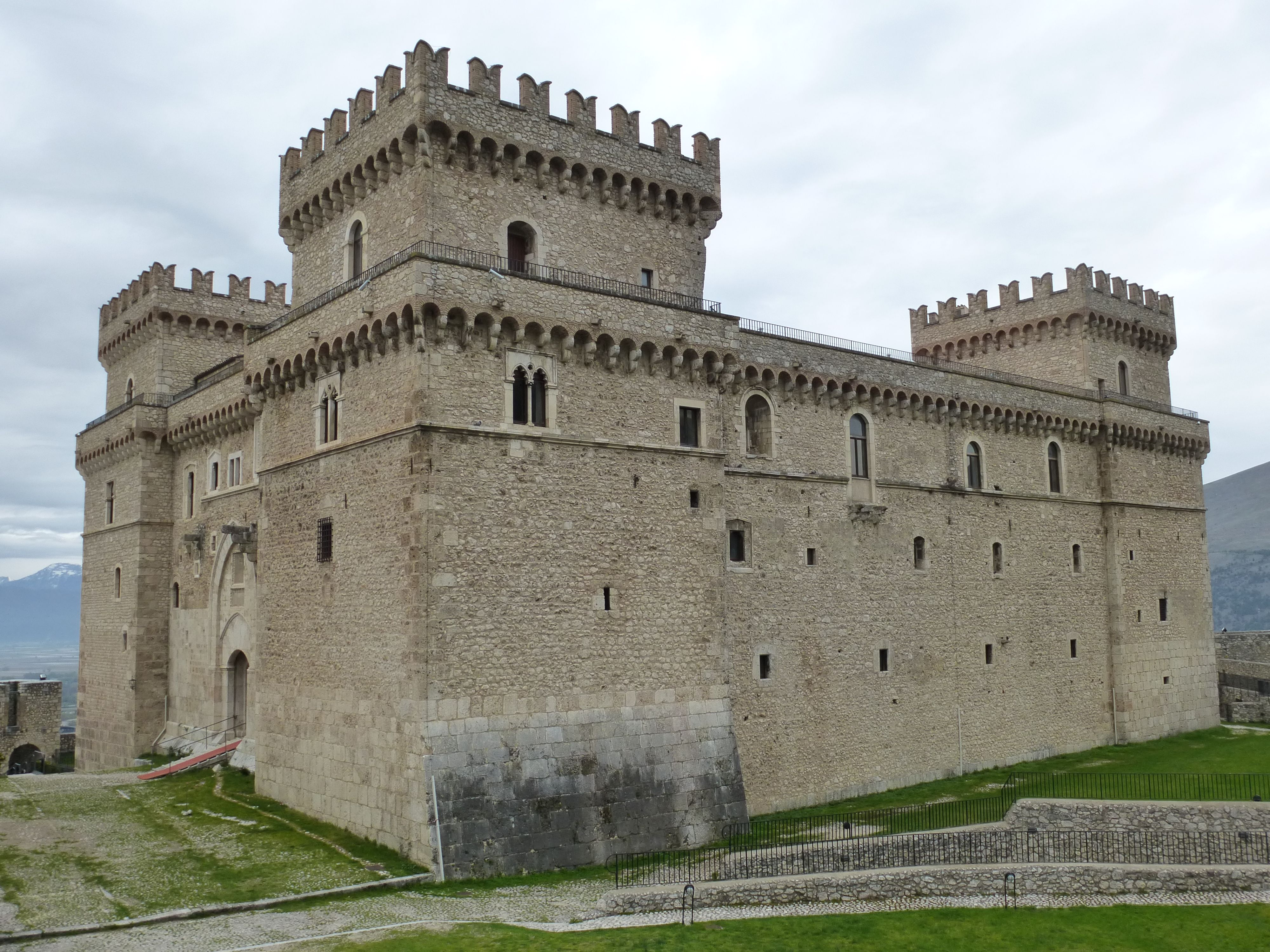
Castello Piccolomini di Celano.

Castello Piccolomini di Balsorano.

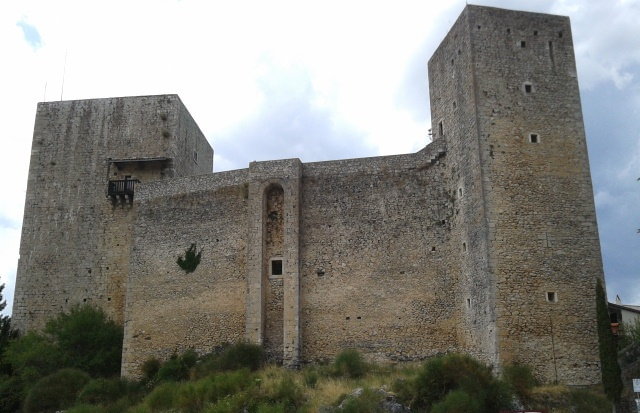
Castello medievale di Pereto.

- Castello Orsini-Colonna ad Avezzano
- Castello-palazzo De Ponte-Vetoli a Corcumello
- Castello Piccolomini a Balsorano
- Castello Piccolomini a Celano
- Castello Piccolomini a Morrea
- Castello Piccolomini ad Ortucchio
- Rocca Orsini a Scurcola Marsicana

Torri
- Torre Baronale di Collelongo

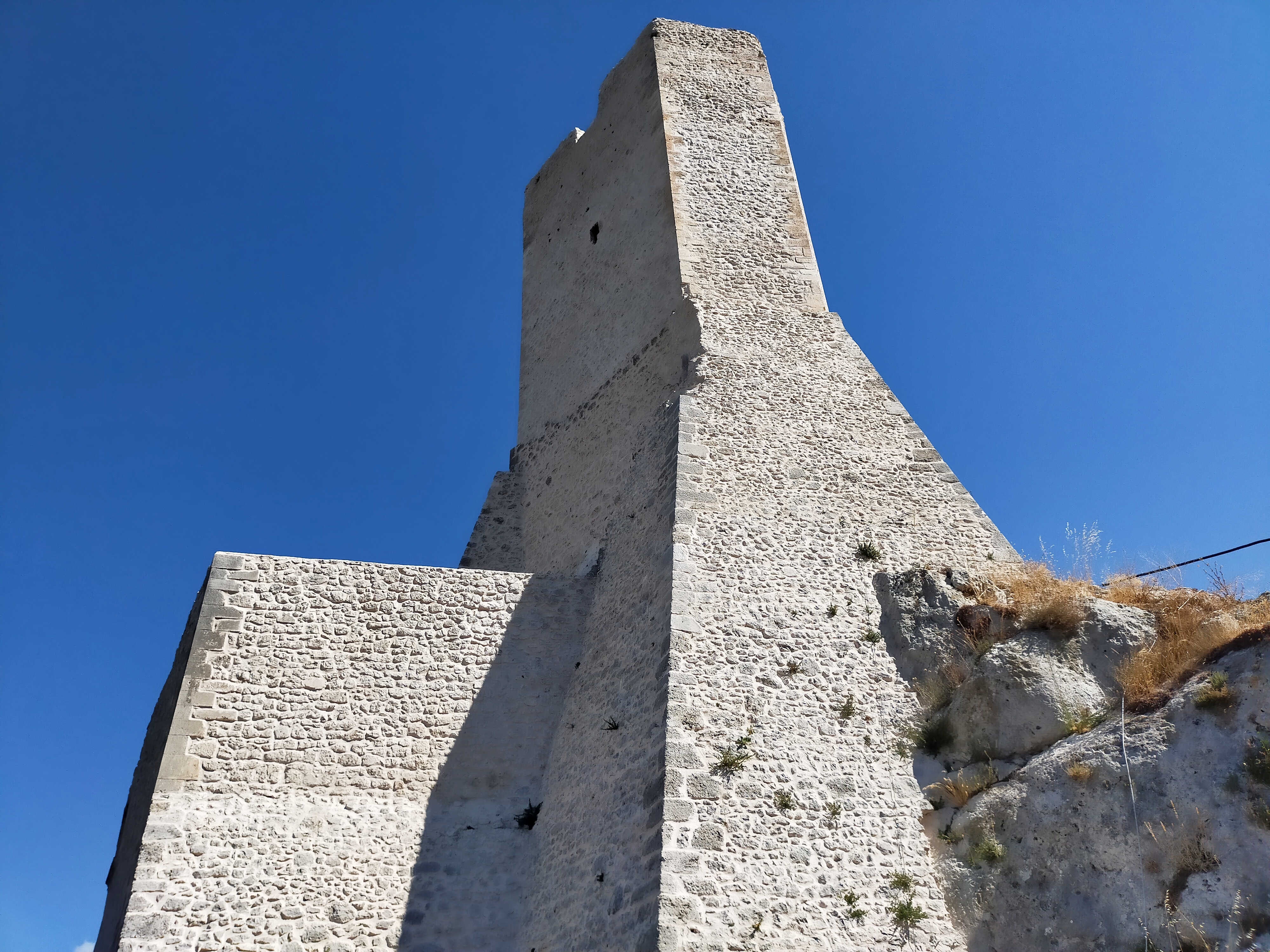
La torre Piccolomini di Pescina.

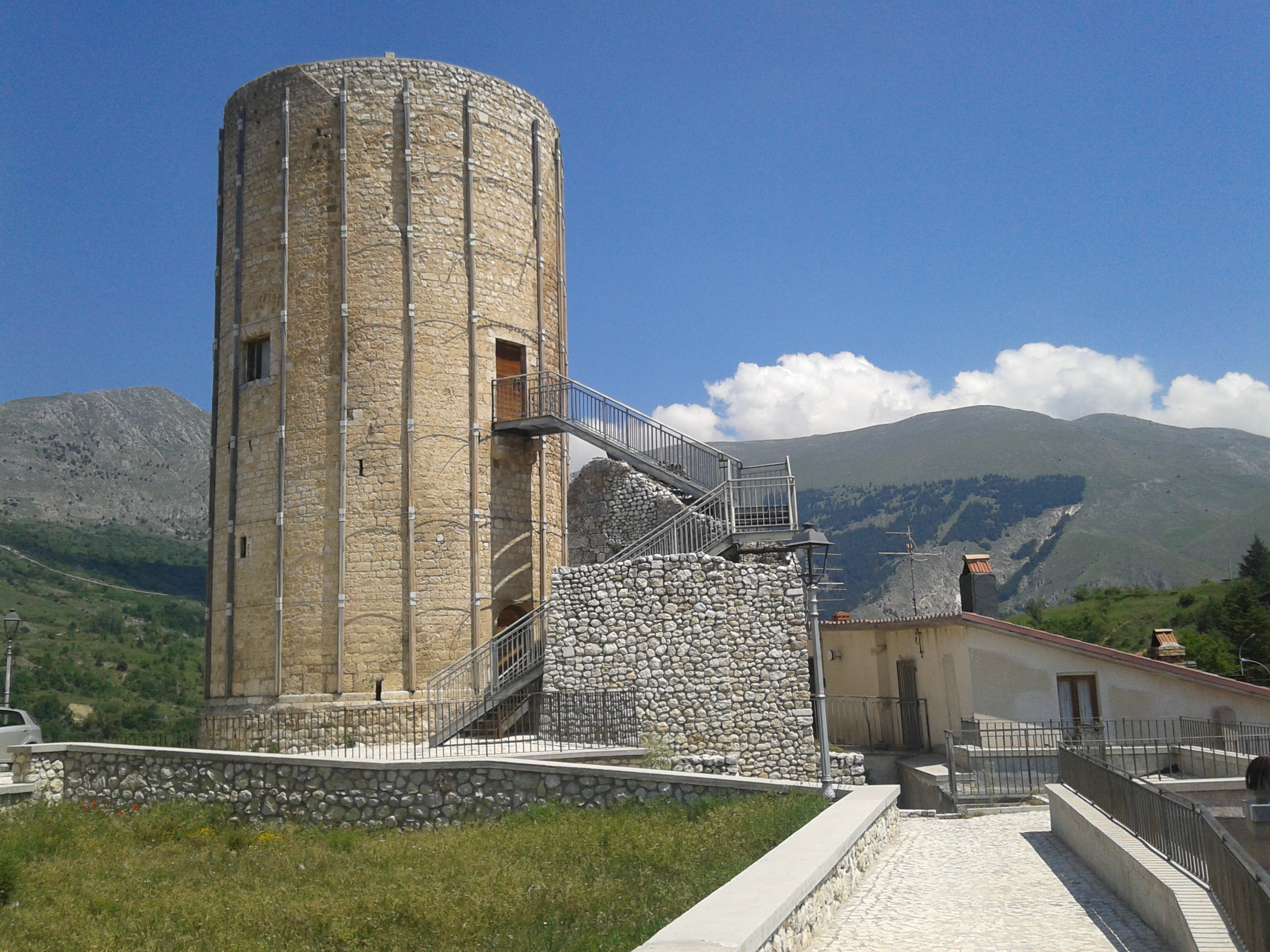
La torre di Aielli.

- Torre dei Colonna a Civita d'Antino
- Torre dell'orologio ad Aielli
- Torre dell'orologio a Bisegna
- Torre dell'orologio a Cappadocia
- Torre dell'orologio a Rocca di Botte
- Torre di Collarmele
- Torre di San Berardo a Pescina
- Torre di San Martino in Agne a Lecce nei Marsi
- Torre di Santa Jona
- Torre di Sperone
- Torre di Venere dei Marsi
- Torre Febonio a Trasacco
- Torre medievale di Aielli
- Torre medievale di Bisegna
- Torre medievale di Roccavecchia (Roccavivi)
- Torre medievale di Rosciolo dei Marsi
- Torre Piccolomini a Pescina
- Torri di Corcumello
- Torri di Marano dei Marsi

### Architetture civili
Palazzi
- Palazzo Baronale a Poggio Cinolfo
- Palazzo Baronale Rossi a Opi
- Palazzo Botticelli a Collelongo
- Palazzo Colelli a Sante Marie
- Palazzo Coletti a Tufo
- Palazzo Corradino di Svevia a Scurcola Marsicana
- Palazzo dell'Onoretta a Scurcola Marsicana
- Palazzo De Vecchi ad Oricola
- Palazzo Ducale a Tagliacozzo
- Palazzo Ferrante a Civita d'Antino
- Palazzo Floridi a Collelongo
- Palazzo Maccafani a Pereto
- Palazzo Mastroddi a Tagliacozzo
- Palazzo Municipale di Avezzano
- Palazzo Sipari a Pescasseroli
- Palazzo Tomei a Santo Stefano
- Palazzo Torlonia ad Avezzano
- Palazzo Vecchiarelli a Canistro
- Palazzo Vetoli a Scurcola Marsicana

Ville
- Villa Torlonia ad Avezzano

### Siti archeologici

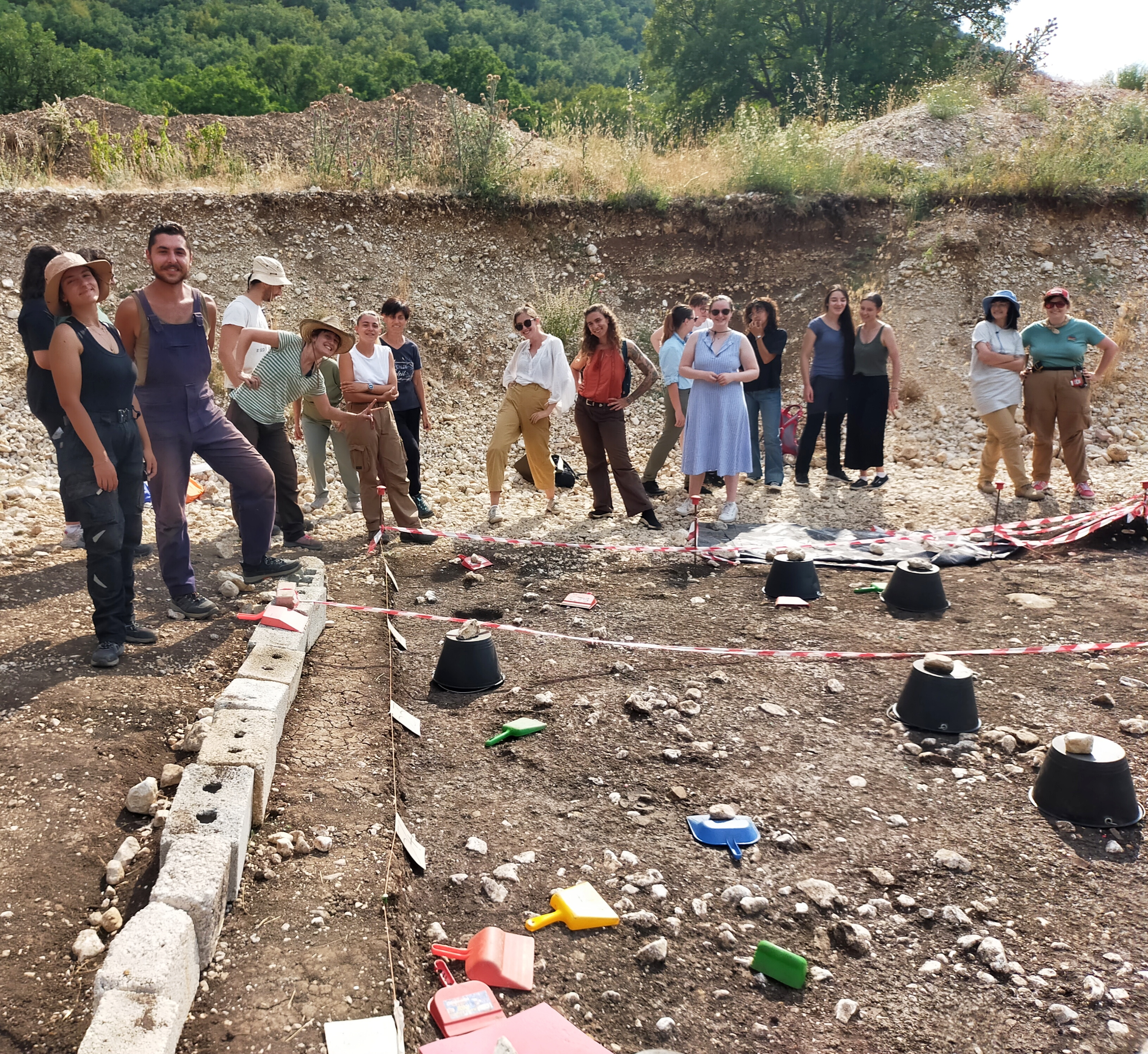
Studiosi dell'Università di Pisa e del gruppo universitario internazionale nel sito del neolitico antico di Rio Tana

Il territorio della Marsica è disseminato di siti e di aree di interesse archeologico come Rio Tana a Lecce nei Marsi, villaggio di epoca neolitica risalente intorno al VI millennio a.C. che attesta un cambiamento nel modus vivendi delle tribù nomadi che diventarono stanziali. Gli uomini da cacciatori occasionali divennero allevatori e coltivatori modificando anche le proprie abitudini alimentari.
Le grotte di Ortucchio e le altre cavità naturali presenti lungo i pendii montani che circondano il bacino fucense testimoniano come sin dal Paleolitico Superiore le popolazioni stanziarono in modo continuativo grazie alle favorevoli condizioni ambientali e al clima mitigato dalla presenza del lago. Importante colonia latina successivamente divenuta città commerciale è Alba Fucens, situata nel contemporaneo comune di Massa d'Albe. Altre antiche e floride città sono state Marruvium, Carsioli, Lucus Angitiae, Antinum, Milonia, Cerfennia e Supinum. Resti di nuclei abitati e necropoli di epoca preromana e romana si trovano nella valle Roveto, nei piani Palentini, nella val de' Varri e nella piana del Cavaliere dove si trova anche il sito produttivo di Valle Mura, risalente tra il III e il I secolo a.C. mentre la vicina necropoli spazia tra il IX e il VI secolo a.C. Rivestono particolare interesse archeologico la valle di Amplero a Collelongo, la villa imperiale di San Potito, i Cunicoli di Claudio, la villa romana, l'area dell'ex collegiata di San Bartolomeo ad Avezzano, valle Solegara tra Avezzano e Antrosano e l'insediamento lacustre palafitticolo Paludi a Celano.

## Cultura

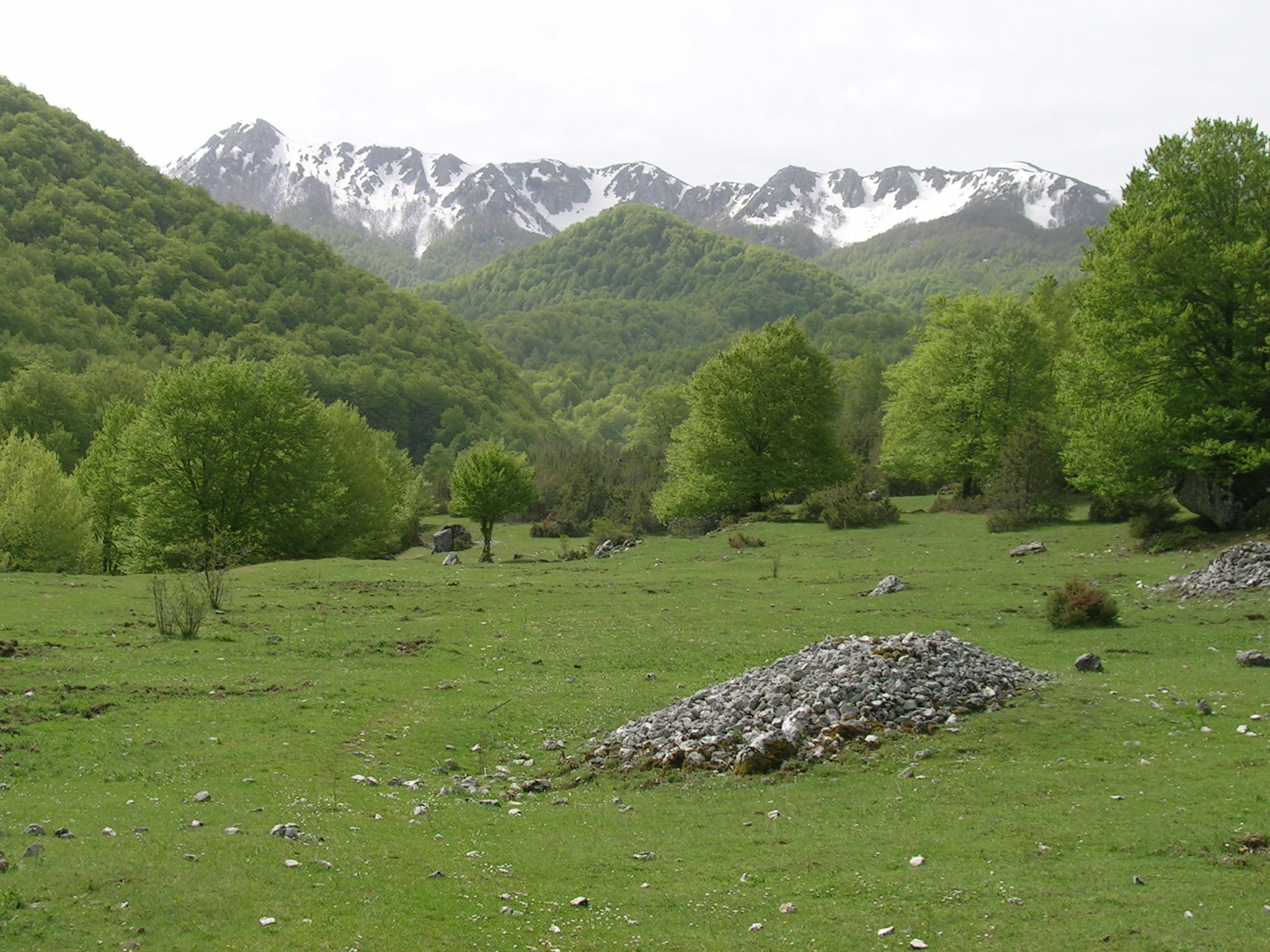
Val Fondillo con in fondo Serra delle Gravare.

### Patrimoni dell'umanità dell'UNESCO
Nel 2017 i cinque nuclei di faggete vetuste ricadenti in una superficie di oltre 1 000 ettari inclusa tra i comuni di Lecce nei Marsi (Selva Moricento), Opi (Cacciagrande e Valle Jancino in Val Fondillo), Pescasseroli (Coppo del Principe e Coppo del Morto) e Villavallelonga (Val Cervara), in parte databili intorno ai 560 anni, sono stati dichiarati patrimonio dell'umanità nel contesto delle foreste primordiali dei faggi dei Carpazi e di altre regioni d'Europa. Si tratta del primo riconoscimento UNESCO per la regione abruzzese.

### Musei

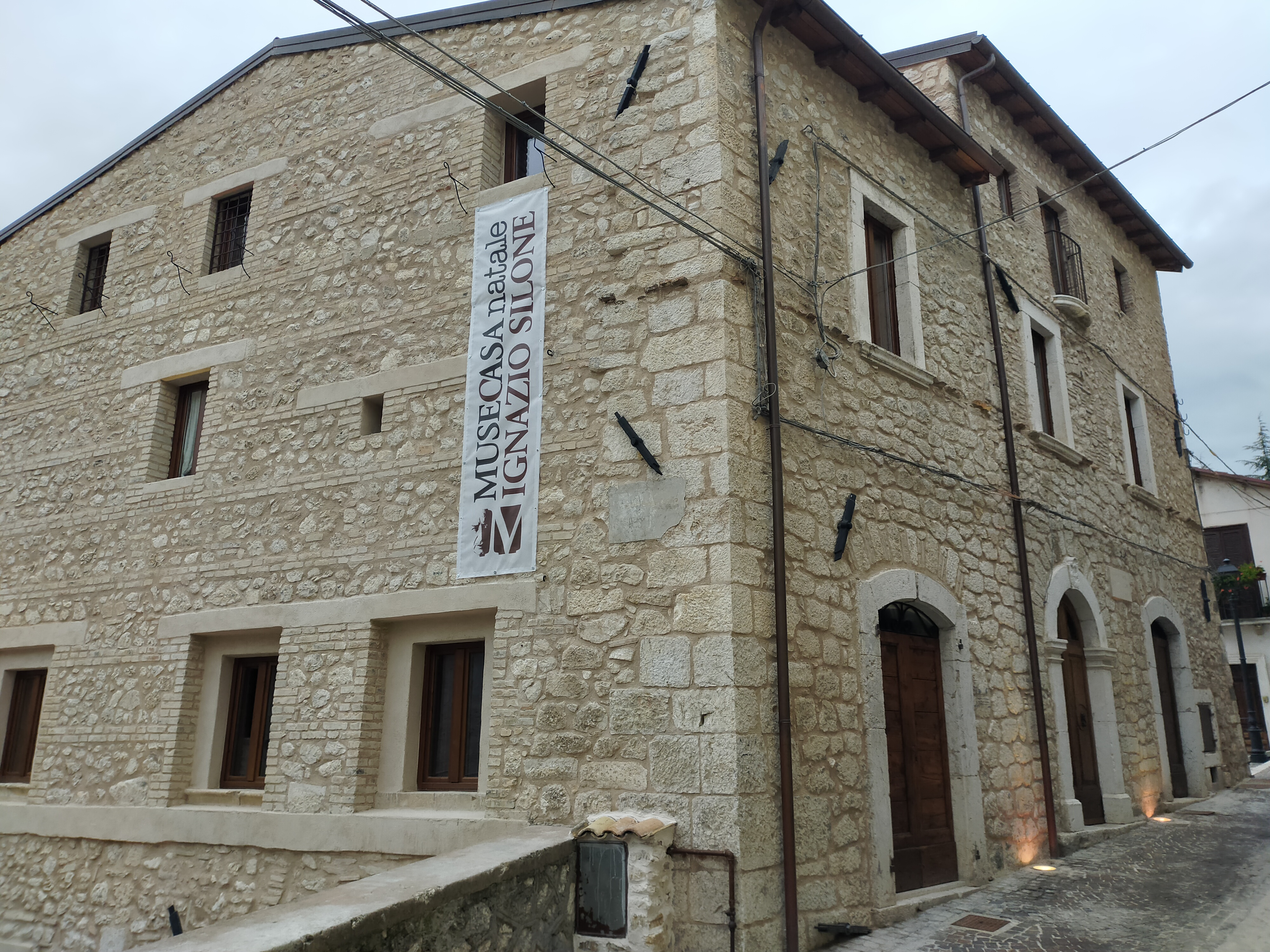
Casa museo Ignazio Silone a Pescina.

Numerosi i musei presenti nei vari comuni del territorio. Ad Aielli presso la torre trecentesca è ospitato il museo della Luna, un osservatorio astronomico dotato di planetario digitale ed altre strumentazioni tecnologicamente avanzate e ad altissima risoluzione dedicate alle missioni Apollo. Ad Avezzano ci sono alcune esposizioni permanenti come l'Aia dei Musei, che presenta due sezioni denominate "Le parole della pietra" e "Il filo dell'acqua", il museo dell'intrattenimento elettronico, la pinacoteca d'arte moderna e il museo della civiltà contadina e pastorale, ospitato presso la villa Torlonia e il padiglione Torlonia. Analoghe esposizioni si trovano a Civita d'Antino e a Verrecchie dove nel mulino ad acqua è stato collocato il museo delle tradizioni contadine.
Il più importante e visitato museo del territorio è il museo nazionale d'arte sacra della Marsica, ospitato nelle sale del castello Piccolomini a Celano, dove si trovano altri due importanti musei, quello archeologico preistorico "Paludi" e il museo e biblioteca di Santa Maria Valleverde.
Pescina ospita due esposizioni permanenti: la casa museo Ignazio Silone e la casa museo Mazzarino.
Con i suoi 900 m² il museo civico di Cerchio è uno dei più grandi della Marsica insieme al museo civico archeologico di palazzo Botticelli a Collelongo che ospita le sezioni storico-archeologica ed etnografica. Nel borgo della Vallelonga si trova anche la casa museo Luciano Ventrone.
A Tagliacozzo ci sono gli spazi museali dedicati alle figure del beato Tommaso da Celano e del venerabile Gaetano Tantalo. A Santa Maria d'Oriente è ospitato il museo orientale con annessa biblioteca monastica. Il museo del brigantaggio e dell'Unità d'Italia si trova a Sante Marie nel palazzo Colelli, dove in alcune sale trova spazio il moderno museo multimediale di astrofisica. A Villavallelonga è collocato il museo naturalistico e storico dedicato al botanico Loreto Grande.
Presso il centro spaziale del Fucino è stato allestito dal 1968 il museo tecnologico di Telespazio con le apparecchiature cadute in disuso e le prime antenne sperimentali utilizzate sui furgoni mobili per collegare i pionieristici ponti radio-televisivi dall'Italia, oltre alla parte rimanente della poppa, completa di elica e timone, della nave Elettra utilizzata da Guglielmo Marconi dal 1919 sino agli anni trenta per i primi esperimenti di radiofonia.
In valle Roveto il museo della pastorizia, con particolari sezioni dedicate alla numismatica e ai treni si trova a Balsorano, mentre il museo Antinum, inaugurato nel 2015, si trova a Civita d'Antino. Civitella Roveto ospita il museo pinacoteca Enrico Mattei, il museo etnografico de' Colucci e il museo naturalistico. La casa museo di palazzo Sipari si trova nell'omonimo palazzo di Pescasseroli; dì fronte ad esso, nelle ex scuderie Sipari, è collocato il museo storico del parco nazionale d'Abruzzo, Lazio e Molise. I centri visita dei parchi e i musei naturalistici, dedicati a fauna e flora delle aree protette, e i musei zoologici o antropologici sono collocati a Bisegna, Magliano de' Marsi, Morino, Opi, Ortona dei Marsi, San Sebastiano dei Marsi e Pescasseroli.

### Letteratura

Ignazio Silone.

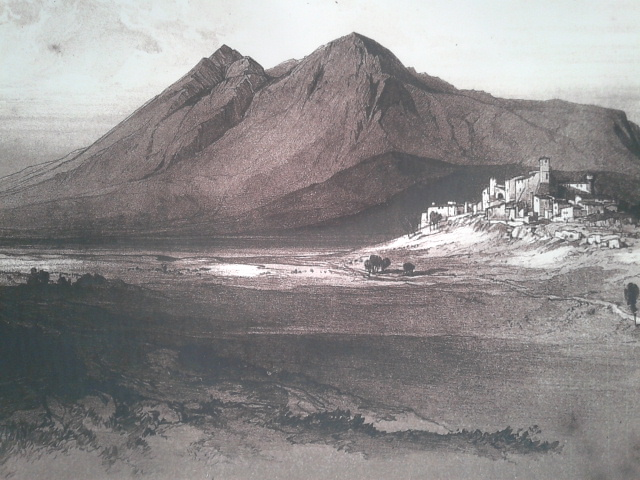
Illustrazione di Albe e del monte Velino, parte dell'opera di Edward Lear (1843).

Tutti i racconti e i romanzi dello scrittore Ignazio Silone sono ambientati nella Marsica a eccezione de La volpe e le camelie ambientato nel Canton Ticino. I temi della cospirazione politica e i personaggi più significativi, per lo più contadini del Fucino, caratterizzano la sua penna.
Fontamara, prima e più nota fra le sue opere narrative, racconta le vicende degli abitanti di un piccolo paese immaginario della Marsica, in cui il protagonista, Berardo Viola, rappresenta l'esigenza e il forte desiderio di riscatto dei poveri contadini. La prima pubblicazione in italiano fu disponibile all'estero dal 1933, in Italia invece soltanto a partire dal 1947.
Tra i suoi romanzi ambientati anche nella Marsica figurano L'avventura d'un povero cristiano, Vino e pane, Il segreto di Luca ed Uscita di sicurezza, quest'ultima opera del 1965 è costituita da racconti autobiografici e riflessioni. Attraverso i suoi scritti Ignazio Silone si batté contro le ingiustizie e la rassegnazione dei contadini e di coloro che venivano considerati a torto "più deboli", schierandosi apertamente a favore della difesa della libertà e dei diritti umani.
Hanno legato i propri nomi al territorio attraverso diari di viaggio e poesie personaggi come Richard Colt Hoare, Keppel Richard Craven, Alexandre Dumas padre, Ferdinand Gregorovius, Edward Lear, Kurt Hassert, Henry Swinburne accompagnato dal baronetto inglese Thomas Gascoigne ed Anne Macdonell con la pittrice americana Amy Atkinson. Nel 1895 Antonietta Klitsche de la Grange ha scritto il romanzo storico Bernardo da Sarriano o il castello di Celano ambientato nella Marsica del XIII secolo.
Gabriele D'Annunzio nella tragedia La fiaccola sotto il moggio, scritta nel 1905, cita Cappadocia e molti altri luoghi della Marsica. Er terremoto d'Avezzano è una poesia in dialetto romanesco di Ettore Petrolini, inserita nella raccolta I celebri monologhi romani.
La Marsica del 1915 figura anche nel dramma L'uomo dal fiore in bocca di Luigi Pirandello:
(Luigi Pirandello, L'uomo dal fiore in bocca)
Lo scrittore e poeta Romolo Liberale nelle sue opere, molte delle quali scritte in vernacolo, racconta le vicende della Marsica dalle lotte contadine del Fucino alla civiltà della transumanza.
Diverse opere del critico letterario Vittoriano Esposito sono incentrate, in particolare, sulle figure di Ignazio Silone e Mario Pomilio e sul loro rapporto con il territorio.
Alcune opere dello storico Alvaro Salvi sono ambientate a Trasacco e nella Marsica: L'olocausto di Faccetta nera, Marsica: 1943-1945 e il volume Il treno delle due valli. Il romanzo storico La commare Regina di Dario Di Gravio è una testimonianza della società marsicana di inizio Novecento. Il racconto del 1927 intitolato La Panarda di Federico Vittore Nardelli è incentrato sulle tradizioni locali. Dacia Maraini ha ambientato nei paesi del parco nazionale d'Abruzzo, Lazio e Molise alcuni dei suoi romanzi come Colomba e diversi racconti teatrali come Il respiro leggero dell'Abruzzo.

### Cinematografia

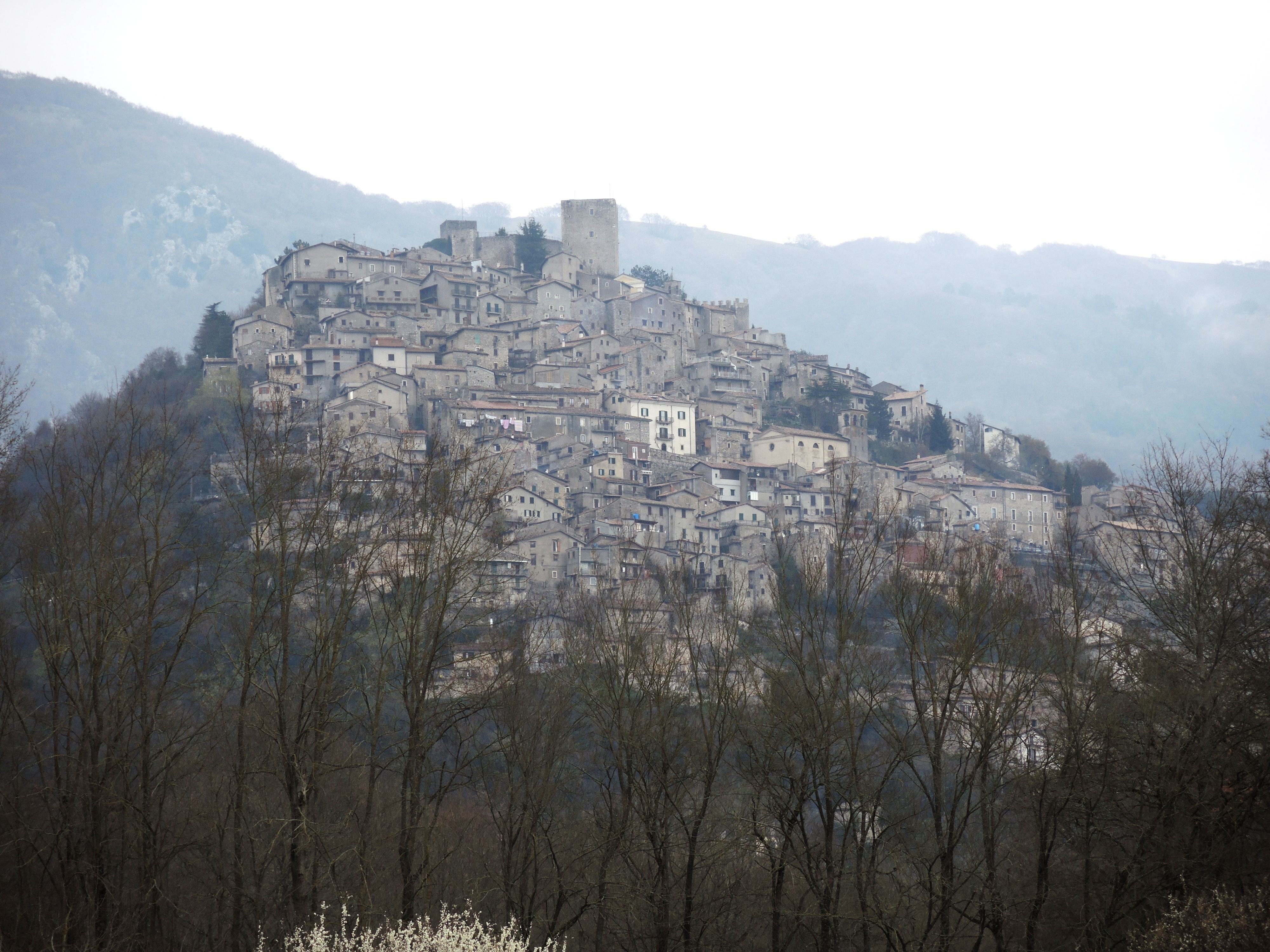
Pereto, tra le location del film Ladyhawke.

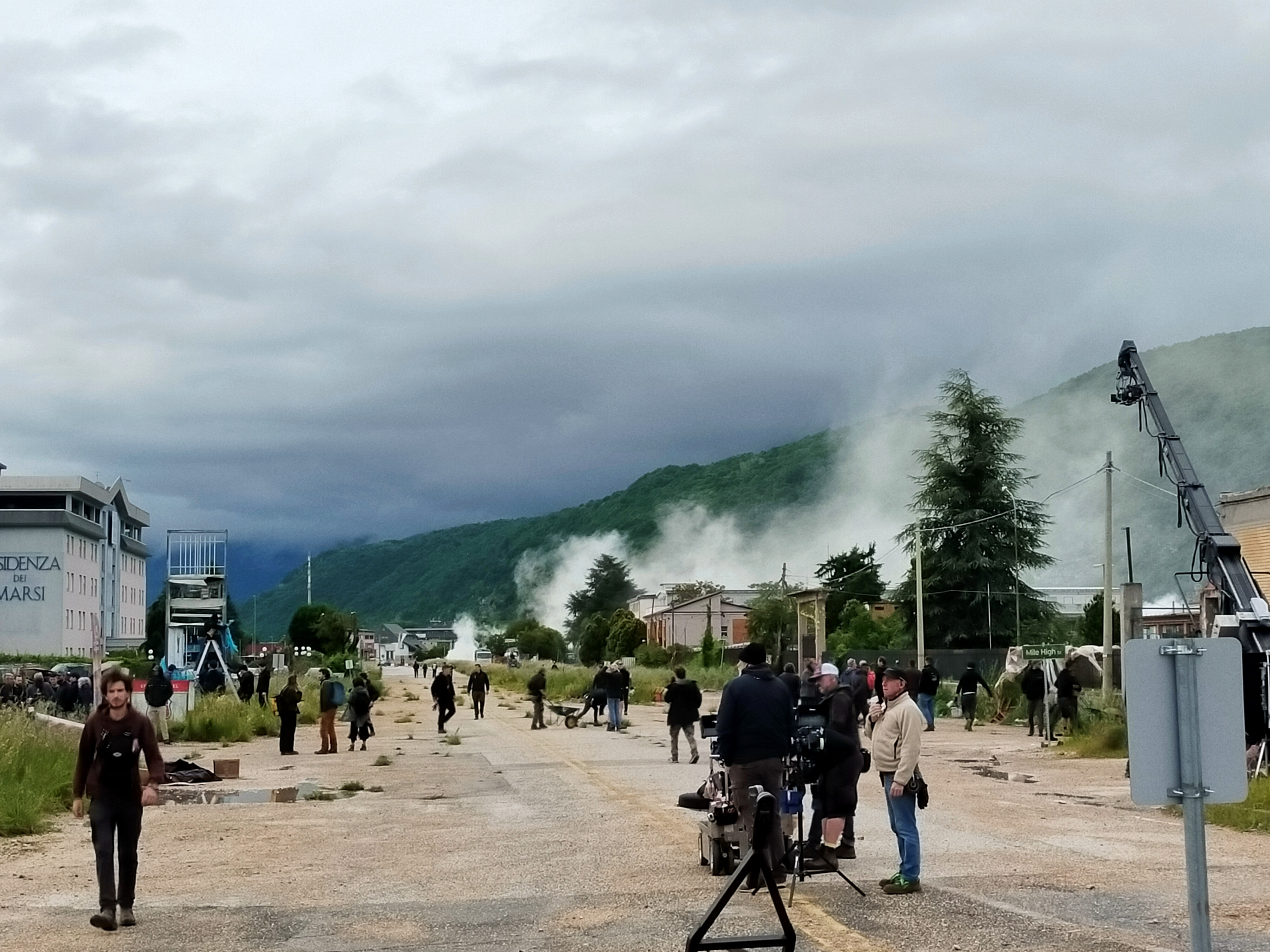
Allestimento del set cinematografico del film The Dog Stars di Ridley Scott ad Avezzano.

Il film più importante girato nella Marsica è senza dubbio Fontamara, film del 1980 del regista Carlo Lizzani, tratto dall'omonimo romanzo di Ignazio Silone di cui fu interprete principale Michele Placido nel ruolo di Berardo Viola. Ida Di Benedetto ottenne il nastro d'argento l'anno successivo come migliore attrice non protagonista nel ruolo di Maria Rosa.
Il film è stato girato tra il 1979 e il 1980 ad Aielli Alto, Avezzano e Pescina. Nel 1983 Lucio De Caro realizzò con la stessa opera uno sceneggiato Rai in quattro puntate. Piero Schivazappa, Ottavio Spadaro e Diego Fabbri realizzarono tra il 1969 e il 1974 gli sceneggiati tratti dai romanzi siloniani ambientati in Marsica Vino e pane, Il segreto di Luca e L'avventura d'un povero cristiano trasmessi dalla Rai.
Il primo film muto sulla prima guerra mondiale intitolato Sempre nel cor la Patria! del regista Carmine Gallone fu girato nella città di Avezzano che, appena distrutta dal terremoto del 1915, poté simulare tragicamente i panorami della prima guerra mondiale.
Nel 1946 uscì il film Desiderio di Marcello Pagliero e Roberto Rossellini di cui alcune scene furono girate a Tagliacozzo presso la chiesa di Santa Maria del Soccorso, mentre Il cavaliere misterioso, film del 1948 diretto da Riccardo Freda, è stato girato a Pescasseroli e in esterni nell'area del parco nazionale d'Abruzzo. Interprete principale fu Vittorio Gassman nel personaggio di Giacomo Casanova. Nel comune marsicano sono state girate le scene di diversi film del noto regista e sceneggiatore Ettore Scola.
Nel maggio del 1954 ad Ovindoli ci furono alcune riprese di La strada, film di Federico Fellini che gli valse nel 1957 l'oscar al miglior film straniero; a Pescasseroli, in seguito alla nevicata del 1956, furono girate alcune scene di Uomini e lupi dei registi Giuseppe De Santis e Leopoldo Savona, con protagonista Silvana Mangano affiancata dagli attori Yves Montand e Guido Celano.
Innumerevoli i film e gli sceneggiati girati e ambientati nella Marsica dagli anni sessanta in poi. Tra questi La Bibbia, film del 1966 di John Huston girato in parte nei pressi di Forme alle pendici del monte Velino, Le terre del Sacramento, sceneggiato prodotto dalla Rai nel 1970 tratto dall'omonimo romanzo di Francesco Jovine girato a Corcumello e nei pressi dell'altopiano della Renga sopra a Capistrello. Presso il castello Piccolomini di Balsorano sono stati girati diversi film a cominciare dagli anni sessanta con La cripta e l'incubo di Camillo Mastrocinque, Il boia scarlatto diretto da Massimo Pupillo, 7 donne d'oro contro due 07 di Vincenzo Cascino e tanti altri inclusi Farfallon di Riccardo Pazzaglia con protagonisti Franco Franchi e Ciccio Ingrassia e i film hard con protagonista l'attore abruzzese Rocco Siffredi.
Negli anni settanta la televisione di stato danese DR realizzò il film documentario intitolato Civita d'Antino: danske kumstnere i Italien. Alcune scene mute girate nel 1913 a Frederiksberg presso Copenaghen, nella casa museo chiamata Casa d'Antino, vedono protagonista Kristian Zahrtmann mentre dipinge circondato da alcuni quadri realizzati a Civita d'Antino. Nel centro spaziale del Fucino di Telespazio furono effettuate delle riprese in esterni per la miniserie televisiva fantascientifica A come Andromeda, diretta da Vittorio Cottafavi e trasmessa su Rai 1 nel 1972.
Nel 1972 a Tagliacozzo fu girata la seconda parte del film I corpi presentano tracce di violenza carnale di Sergio Martino, mentre il viadotto di Pietrasecca e il vecchio cimitero del centro carseolano furono selezionati per le location del film Non si sevizia un paperino di Lucio Fulci con protagonisti Barbara Bouchet, Florinda Bolkan e Tomas Milian.
Nel 1973 alcune scene del film Milarepa di Liliana Cavani furono girate sulle montagne della piana del Cavaliere, altre de Il deserto dei Tartari di Valerio Zurlini a ridosso del monte Cafornia, mentre alcune panoramiche di Pereto apparvero nel film Ladyhawke diretto nel 1985 da Richard Donner. Dello stesso periodo sono le riprese presso l'anfiteatro di Alba Fucens e il borgo medievale di Albe del film Moses und Aron dei cineasti francesi Jean-Marie Straub e Danièle Huillet, opera cinematografica ispirata all'omonima incompiuta lirica di Arnold Schönberg. Nel 1984 Alba Fucens e Celano furono scelte tra le location principali in cui Richard Fleischer ambientò il film Yado con protagonisti Arnold Schwarzenegger e Brigitte Nielsen.
Nel castello di Pereto furono girate alcune scene dei film Delirio di sangue (Blood Delirium) e L'anno mille. Peter Fonda fu l'attore protagonista di Sound, miniserie televisiva realizzata nel 1989 da Biagio Proietti ambientata nel centro spaziale del Fucino. Nel 1998 la pellicola Le faremo tanto male diretta da Pino Quartullo fu girata a Pescasseroli.
A San Sebastiano dei Marsi e a Pescasseroli furono girate diverse scene dei film Auguri professore, La guerra degli Antò, Il posto dell'anima e Scusate se esisto! di Riccardo Milani. Lo stesso regista girò alcune scene della miniserie televisiva Il sequestro Soffiantini del 2002 tra i boschi di Pietrasecca e lungo l'autostrada A24 tra Carsoli e Tagliacozzo.
La volpe e la bambina di Luc Jacquet è stato girato in parte nel parco nazionale d'Abruzzo. Nel 2013 Tagliacozzo ha ospitato il set di Ti ricordi di me?, film di Rolando Ravello.
Ad Ovindoli è stata girata l'ultima puntata della serie televisiva Un Medico in famiglia 7, mentre alcune scene del film Neve di Stefano Incerti hanno immortalato i panorami tra Celano, Ovindoli, altopiano delle Rocche e Pescasseroli. La piana del Fucino è stata una delle location del film Liberi di Gianluca Maria Tavarelli uscito nelle sale nel 2003, nello stesso anno Marco Falaguasta sceglie Celano per ambientare il film Due volte Natale. Nel 2006 ad Avezzano venne ambientato il film documentario Taccone, fuga in salita del regista César Meneghetti, mentre alcune scene del film Storie sospese del regista Stefano Chiantini sono state girate nel 2014 a San Pelino di Avezzano. Nel 2019 il produttore Francesco Gabriele ha scelto Tremonti per i set del cortometraggio For sale con Nicolas Vaporidis protagonista. Nel 2020 è stato realizzato il cortometraggio Sotto la città - 1915 diretto da Domenico Tiburzi e interpretato, tra gli altri, da Lino Guanciale. Tra il 2022 e il 2023 Riccardo Milani ha girato alcune scene di Grazie ragazzi nel parco eolico di Collarmele  e Un mondo a parte, con protagonisti Antonio Albanese e Virginia Raffaele, ad Opi, Pescasseroli, Gioia dei Marsi e il paese abbandonato di Sperone.
Nel 2025 alcune riprese del film postapocalittico The Dog Stars, diretto da Ridley Scott, sono state girate ad Avezzano e ad Ovindoli.
Tra i documentari più noti figurano Marsica e Il pescatore del lago di Italo Magrini, La Rempatriata di Angelo De Bernardinis e Il tesoro del lago. Il Fucino e la collezione Torlonia curato da Adele Campanelli.
I film documentari La leggenda del lago Fucino e C'era una volta il lago Fucino di Germano Di Mattia raccontano i personaggi leggendari come Anchemolo, Angizia, Circe e Umbrone nei luoghi e nei culti antichi dei Marsi.